# Манчестер Сити
«Манче́стер Си́ти» (полное название — Футбольный клуб «Манчестер Сити», англ. Manchester City Football Club, английское произношение: [ˈmæntʃɪstər 'sɪtɪ 'futbɔ:l klʌb]) — английский профессиональный футбольный клуб из Манчестера, выступающий в Премьер-лиге, высшем дивизионе в системе футбольных лиг Англии. Был основан в 1880 году под названием «Сент Маркс (Уэст-Гортон)» (англ. St. Mark's (West Gorton)). В 1887 году был переименован в «Ардуик» (англ. Ardwick A.F.C.). С 1894 года называется «Манчестер Сити».
За свою историю клуб сменил три стадиона: с момента своего основания и до 1923 года играл на «Хайд Роуд», с 1923 по 2003 год — на «Мейн Роуд». С 2002 года выступает на построенном стадионе «Сити оф Манчестер» (спонсорское название — «Этихад») вместимостью около 55 тысяч зрителей.
В XX веке «Манчестер Сити» дважды становился чемпионом Англии (в сезонах 1936/37 и 1967/68), четыре раза выигрывал Кубок Англии, два раза — Кубок Футбольной лиги, трижды — Суперкубок Англии и один раз — международный трофей, европейский Кубок обладателей кубков УЕФА 1970 года. В 1990-е годы «Манчестер Сити» трижды опускался в нижние дивизионы, а также провёл сезон 1998/99 в третьем по значимости дивизионе английского футбола. В 2002 году клуб вернулся в высший дивизион, в котором выступает до сих пор. В 2008 году «Манчестер Сити» был приобретён компанией Abu Dhabi United Group, которая обеспечила значительный приток инвестиций, что позволило осуществить трансферы высокооплачиваемых футболистов. В 2011 году клуб выиграл Кубок Англии. Также по итогам сезона 2010/11 «Сити» напрямую квалифицировался в групповой этап Лиги чемпионов УЕФА и впервые с 1973 года завоевал право участвовать в Суперкубке Англии. Однако 7 августа 2011 года на «Уэмбли» проиграл чемпиону Англии «Манчестер Юнайтед» со счётом 3:2.
В следующем сезоне «Манчестер Сити» спустя 44 года стал чемпионом Англии. «Горожане» при этом обошли своего главного соперника, «Манчестер Юнайтед», лишь по лучшей разнице забитых и пропущенных мячей. 12 августа 2012 года в матче за Суперкубок Англии «Манчестер Сити» добился победы над «Челси» со счётом 3:2, и «Манчестер Сити» впервые за 40 лет завоевал данный трофей.
5 ноября 2013 года «горожане» после победы над московским ЦСКА впервые в своей истории преодолели групповой этап Лиги чемпионов, однако выбыли из турнира на стадии 1/8 финала, уступив по сумме двух матчей испанской «Барселоне».
2 марта 2014 года «Манчестер Сити» спустя 38 лет завоевал Кубок Футбольной лиги, победив в финале турнира «Сандерленд».
11 мая 2014 года «Манчестер Сити», одержав в последнем туре Премьер-лиги 2013/14 победу над «Вест Хэм Юнайтед» (2:0), в четвёртый раз в истории стал победителем чемпионата Англии.
В 2019 году «Манчестер Сити» занимал пятое место по доходам среди всех футбольных клубов мира. В 2019 году Forbes оценивал клуб в 2,7 млрд долларов (2,06 млрд фунтов). Таким образом, «Манчестер Сити» занимал двадцать пятое место в списке самых дорогостоящих спортивных клубов в мире и третье место в списке самых дорогостоящих футбольных клубов. В 2022 году Forbes оценивал клуб в 4,25 млрд долларов. Таким образом, в 2022 году «Манчестер Сити» занял шестое место в списке самых дорогостоящих спортивных клубов в мире.
В 2023 году «Сити» впервые в своей истории стал победителем Лиги чемпионов УЕФА, обыграв в финальном матче «Интер» со счётом 1:0. При этом клуб также впервые в своей истории оформил так называемый «требл» — 3 трофея за сезон (АПЛ + КА + ЛЧ) и стал второй английской командой в истории, которая сделала подобное достижение (первым был «Манчестер Юнайтед» в сезоне 1998/99). По итогам сезона 2023/24 «Манчестер Сити» в четвёртый раз подряд стал чемпионом Англии и стал первым клубом в истории английского футбола, кто становился чемпионом четыре года подряд.
Главным тренером «Манчестер Сити» является Пеп Гвардиола, назначенный на эту должность 1 февраля 2016 года вместо покинувшего свой пост по окончании сезона Премьер-лиги 2015/16 Мануэля Пеллегрини. Капитаном команды является Бернарду Силва.

## История

### XIX век

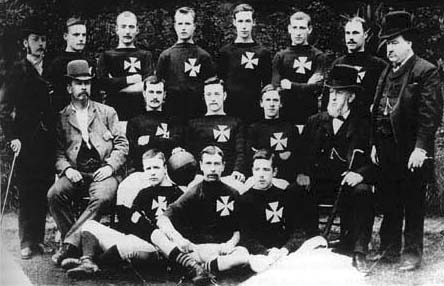
«Сент-Маркс (Уэст-Гортон)» в 1884 году

Основатель футбольного клуба, именуемого сегодня «Манчестер Сити», родилась в 1855 году. Анна Коннелл была дочерью священника Петра I в Харрогите Артура Коннелла. В 1865 году её отец получил место ректора англиканской Церкви святого Марка в Уэст-Гортоне — одном из самых неблагополучных районов Манчестера. Огромное количество безработных побудило Коннелла в январе 1879 года создать бесплатную столовую при церкви и специальный фонд помощи местным беднякам.
Анна поддержала начинания отца участием в общественных работах. Ведь на тот момент Уэст-Гортон представлял собой перенаселённый район с нищими жителями и ужасными санитарными условиями. Многие горожане злоупотребляли спиртными напитками, что провоцировало рост преступности. Анна Коннелл искала средство улучшения духовного состояния общества. Поэтому в ноябре 1880 года вместе с двумя церковными старостами и одновременно членами Союза металлургического завода Брукса, Уильямом Бистоу и Томасом Гудбеэром, она создала несколько спортивных клубов. В том числе в 1875 году команду Церкви Святого Марка по крикету, три игрока которой — Уолтер Чоу, Эдвард Китчен и сам Уильям Бистоу — впоследствии стали футболистами. Архидиакон Манчестера высоко оценил работу Анны Коннелл и благословил её дальнейшую деятельность.
Вместе с тем становилось очевидным, что зимой мужчины Уэст-Гортона не имеют возможности заниматься коллективными видами спорта. Потому в ноябре 1880 года Анна Коннелл, Бистоу и Гудбеэр создали футбольную команду Церкви Святого Марка под названием «Сент-Маркс (Уэст-Гортон)». Артур Коннелл стал первым президентом коллектива, выступавшего в чёрных рубашках и белых трусах. Первый зарегистрированный матч команда провела 13 ноября 1880 года против церковной команды Маклсфилда, проиграв со счётом 1:2. Между прочим, в первый сезон своего существования команда смогла победить лишь один раз — в марте 1881 года был повержен коллектив «Сталибридж Кларенс» из восточного Манчестера.
В 1884 году произошло переименование в футбольный клуб Ассоциации Гортона. Тогда же Уильям Бистоу придумал оригинальную форму — чёрные рубашки с белым крестом. В августе 1887 года клуб переехал на новый стадион — «Хайд Роуд» — и получил новое наименование — «Ардуик» по названию района Манчестера. Два года спустя клуб построил трибуну на 1000 зрителей. А в 1891 году вступил в Альянс-лигу и два года подряд выигрывал Кубок Манчестера. В апреле 1892 года в связи с формированием второго английского дивизиона Футбольная Лига приняла решение включить «Арувик» в этот турнир. По итогам сезона 1892/93 команда заняла 5-е место из 12 участников.
В следующем году во второй дивизион опустился «Ньютон Хит», впоследствии переименованный в «Манчестер Юнайтед», что увеличило представительство Манчестера до двух клубов. Тогда же только что назначенный менеджер «Ардуика» Джошуа Парби предложил новое название для клуба — «Манчестер Сити». По его словам, это подчеркнуло бы значение именно этой команды для всех слоёв населения города. Комитет управляющих согласился. И с 1894 года наименование «Манчестер Сити» остаётся неизменным.
Между тем, поддержка команды жителями города выросла довольно быстро. Так, на игре в Великую пятницу 1895 года «Сити» собрал около 30 тысяч зрителей. 20 тысяч человек приходили почти на каждый матч, оказывая шумовую поддержку команде с помощью горнов и барабанов. Некоторые зрители предпочитали приходить в специальной одежде, тем самым выделяясь как активные поклонники коллектива из Манчестера.

### 1-я половина XX века

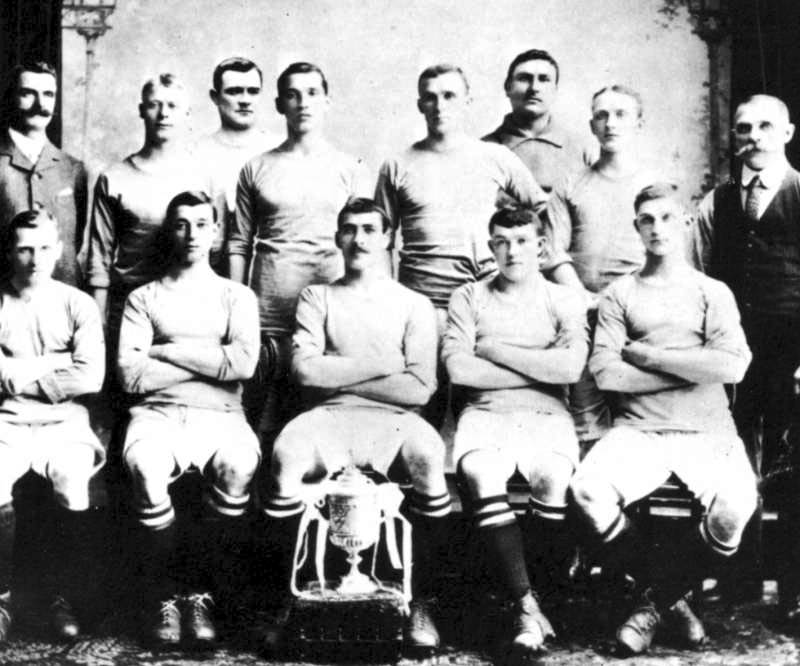
«Манчестер Сити» — обладатель Кубка Англии 1904 года

Спустя пять лет, в 1899 году, «Манчестер Сити» получил право выступать в первом (высшем на тот момент) английском дивизионе. Ещё через пять лет, в 1904 году, команда выиграла первый трофей в своей истории — Кубок Англии. Путь к достижению был нелёгким: 6 февраля 1904 года в 1/16 финала «Сити» в упорной борьбе переиграл «Сандерленд», через две недели с преимуществом в два мяча одолел «Вулидж Арсенал». В 1/4 финала после нулевой ничьи с «Мидлсбро» потребовалась переигровка, которая 9 марта закончилась со счётом 3:1 в пользу клуба из Манчестера. Через десять дней в полуфинале на нейтральном поле «Гудисон Парка» в Ливерпуле «Сити» одержал уверенную победу над «Уэнсдей» — 3:0. В финальном матче, состоявшемся 23 апреля 1904 года на лондонском стадионе «Кристал Пэлас», в присутствии более 60 тысяч зрителей «Манчестер Сити» победил «Болтон Уондерерс». Единственный мяч встречи на 23-й минуте провёл валлийский нападающий Билли Мередит.
В сезоне 1904/05 «горожане» перед заключительным туром имели одинаковое количество очков с «Ньюкасл Юнайтед». Чтобы стать чемпионами, в последнем матче необходимо было обыграть «Астон Виллу». Однако «Сити» уступил со счётом 2:3 и в итоге стал третьим. После игры капитан «Астон Виллы» Алек Лик утверждал, что манчестерский капитан Билли Мередит предлагал ему £10 за «сдачу» матча. Футбольная ассоциация Англии признала Мередита виновным, дисквалифицировала на один год и обязала выплатить штраф. «Манчестер Сити» отказался предоставить финансовую помощь игроку, и тогда он заявил о том, что клуб нарушил правило, установленное ассоциацией в 1901 году, а именно платил футболистам более £4 в неделю:

«Какова была тайна успеха команды „Манчестер Сити“? Я считаю, что это нарушения правила, согласно которому ни один игрок не должен получать более £4 в неделю. Команда поставляла товар, клуб за этот товар платил, и обе стороны были довольны»— Билли Мередит

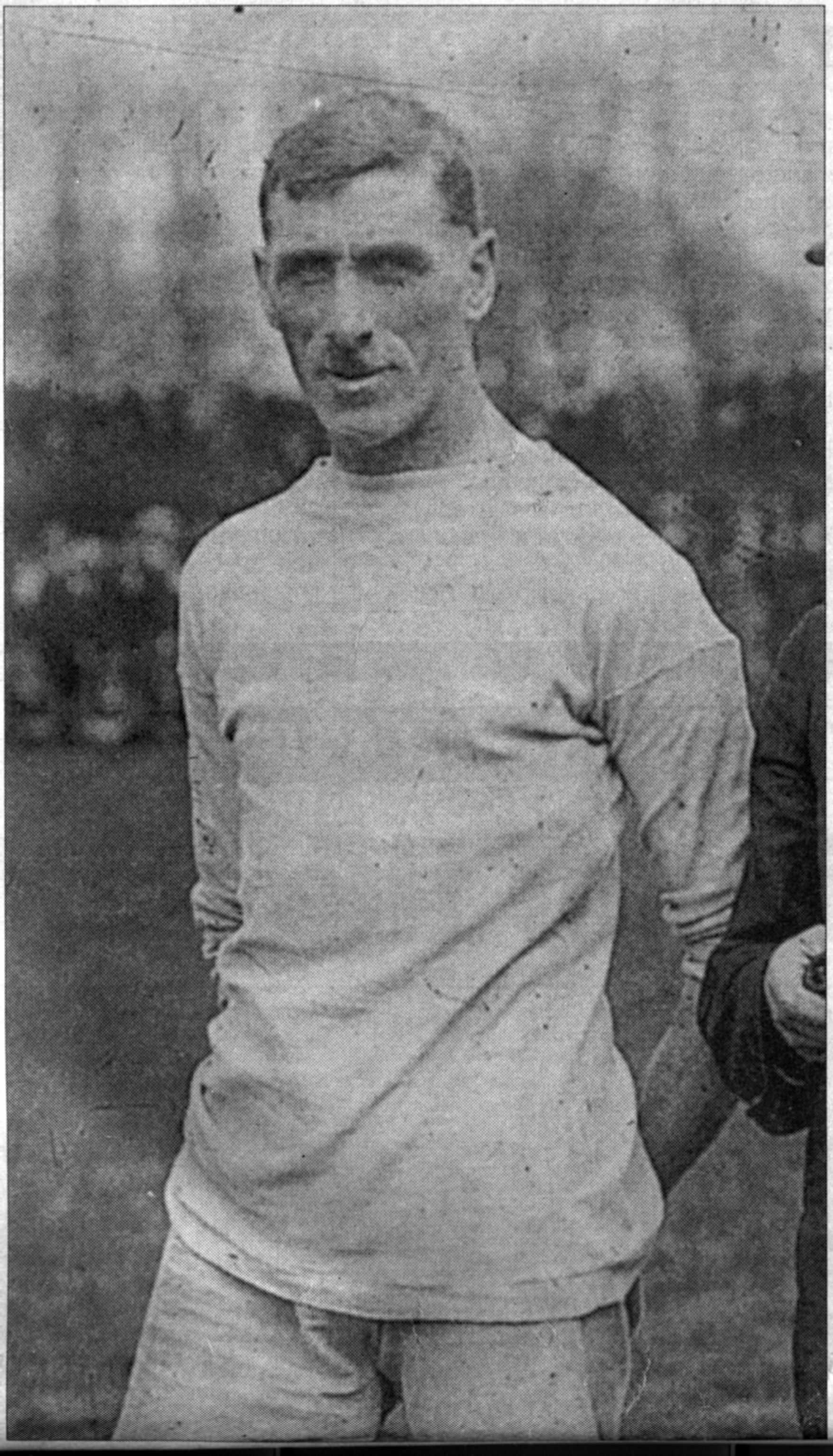
Билли Мередит — герой и разоблачитель «Манчестер Сити»

Ассоциация провела расследование и нашла подтверждение фактам финансовых нарушений. Тренер клуба Том Мейли пожизненно был отлучён от футбола, «Сити» оштрафовали на £900. Семнадцать игроков команды также были оштрафованы и дисквалифицированы до января 1907 года. К тому же «горожан» обязали продать этих игроков другим клубам. Так, менеджеру «Манчестер Юнайтед» Эрнесту Мангнэллу удалось всего за £500 приобрести Билли Мередита, а также других талантов «Сити»: Герберта Берджесса, Сэнди Тернбулла и Джимми Баннистера. В сезоне 1907/08 эта плеяда футболистов помогла «Юнайтед» завоевать титул чемпиона Англии.
В 1920 году стадион «Манчестер Сити» стал первой подобной площадкой за пределами Лондона, которую во время футбольного матча с «Ливерпулем» посетил британский король Георг V. А в ноябре того же года пожаром, возникшим из-за непотушенного окурка, была уничтожена главная трибуна «Хайд Роуд». Руководство клуба приступило к поискам нового стадиона. Первоначально планировалось арендовать у «Манчестер Юнайтед» «Олд Траффорд», однако арендная плата, установленная соседями по Манчестеру, оказалась слишком высокой для «горожан». Поэтому до 1923 года команда продолжала выступать на ремонтируемом «Хайд Роуд». Последним официальным матчем на этой арене стала игра с «Ньюкаслом» 28 апреля 1923 года, последняя публичная тренировка состоялась в августе того же года. Сезон 1923/24 «Сити» начал на восьмидесятитысячном «Мейн Роуд» в Мосс Сайде — районе Южного Манчестера. Конструкции «Хайд Роуд» были распроданы по частям, а директор «Сити» Джон Айртон, высказывавшийся против переезда в другую часть города, в результате раскола в клубе организовал собственную команду — «Манчестер Сентрал».
В 1926 году «Манчестер Сити» дошёл до финала Кубка Англии, забив 31 гол в 5 матчах, однако проиграл «Болтон Уондерерс» с минимальным счётом. В том же сезоне команда покинула высший дивизион. Во втором по значимости турнире в следующем году «горожане» заняли первое место, что позволило им вернуться в элиту.
В 30-е годы «Сити» продемонстрировал Британии ряд выдающихся футболистов, таких как будущий главный тренер «Манчестер Юнайтед» Мэтт Басби, вратарь Фрэнк Свифт, нападающий Фред Тилсон и капитан Сэм Кауан. В 1933 году команда вышла в финал Кубка Англии, но уступила «Эвертону» со счётом 0:3. Однако уже следующем году «Сити» снова повторил этот путь и в финале 1934 года на «Уэмбли» одолел «Портсмут» со счётом 2:1: на гол, забитый Септимусом Ратерфордом на 28-й минуте, «горожане» ответили в концовке матча дублем Тилсона. Сэм Кауан стал первым и единственным футболистом «Сити», сыгравшем в трёх финалах Кубка Англии.
В сезоне 1936/37 команда впервые в своей истории стала чемпионом Англии, забив за сезон более ста мячей. Но уже в следующем сезоне, став лучшим по забитым голам, «Манчестер Сити» оказался первым и единственным действующим победителем чемпионата Англии, покинувшим при этом высший дивизион.

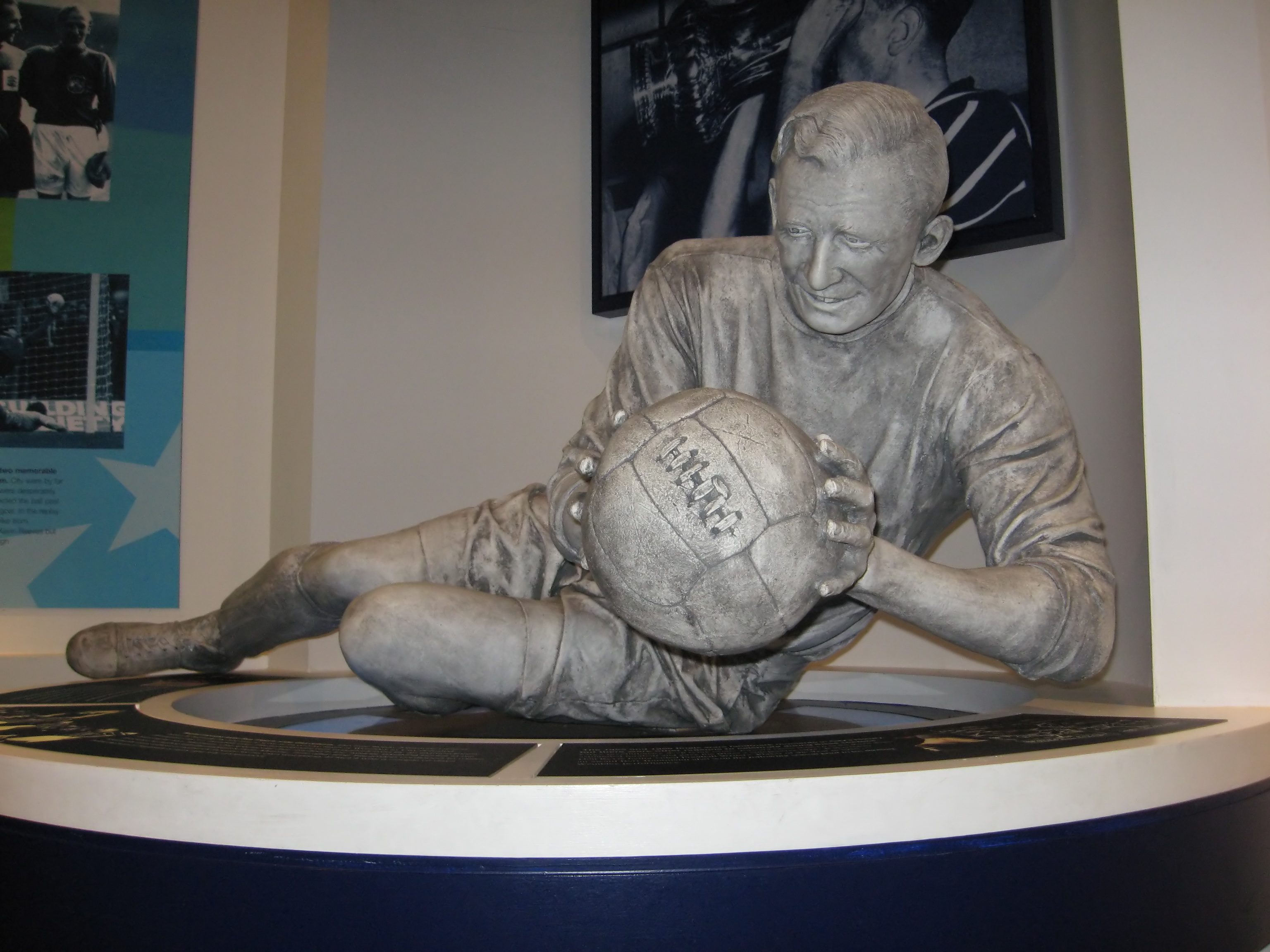
Памятник Берту Траутманну в музее «Манчестер Сити»

«Манчестер Сити» пребывал во второй лиге в течение одного года до того момента, как официальные соревнования в Англии были приостановлены ввиду начавшейся Второй мировой войны. На шесть лет в стране была введена Военная Лига, основной целью которой было поднятие морального духа британцев через спорт. Часть футболистов «Сити», например Фрэнк Свифт, приняли решение продолжать играть в футбол как в самом клубе, так и в некоторых других командах в качестве гостей. Другие же отправились добровольцами в Королевские ВВС. В частности Джеки Брей, который служил в военно-воздушных силах Великобритании с 1940 года и был впоследствии награждён Орденом Британской империи.
Сразу после возобновления турнира тренером «Сити» стал бывший капитан Сэм Кауан, а администратором команды был назначен Уилф Уайлд. Кауан получал зарплату в £2 тыс. в месяц и при этом часть недели тратил на командный менеджмент, а часть на занятие собственным бизнесом в Брайтоне. Первый матч под его руководством был выигран со счётом 3:0, затем последовали 19 матчей без поражений. По итогам сезона «Сити» вернулся в высшую лигу, однако из-за разногласий с руководством клуба, связанных с личными бизнес-интересами, Кауан был отправлен в отставку.
В 1949 году клуб подписал контракт с немецким вратарём Бертом Траутманном, призванным заменить завершившего карьеру Фрэнка Свифта. Заключение соглашения с бывшим нацистским военным, захваченным в ходе войны в плен англичанами, вызвало бурную реакцию в обществе и даже собрало митинг протеста в 20 тысяч человек. С другой стороны, Траутманна поддержали клуб и манчестерский раввин, заявивший, что «один человек не может быть осуждён за преступления целой страны». Через некоторое время немецкий вратарь доказал всей Англии свою преданность идеалам спорта, демонстрируя бесстрашие и бескомпромиссность на футбольном поле. А в 2010 году он заявил:

«Я смотрю все игры „Сити“ по телевидению, ведь они все ещё мой клуб. Я люблю Англию и болею за них, даже если они играют с Германией»— Берт Траутманн

### 2-я половина XX века

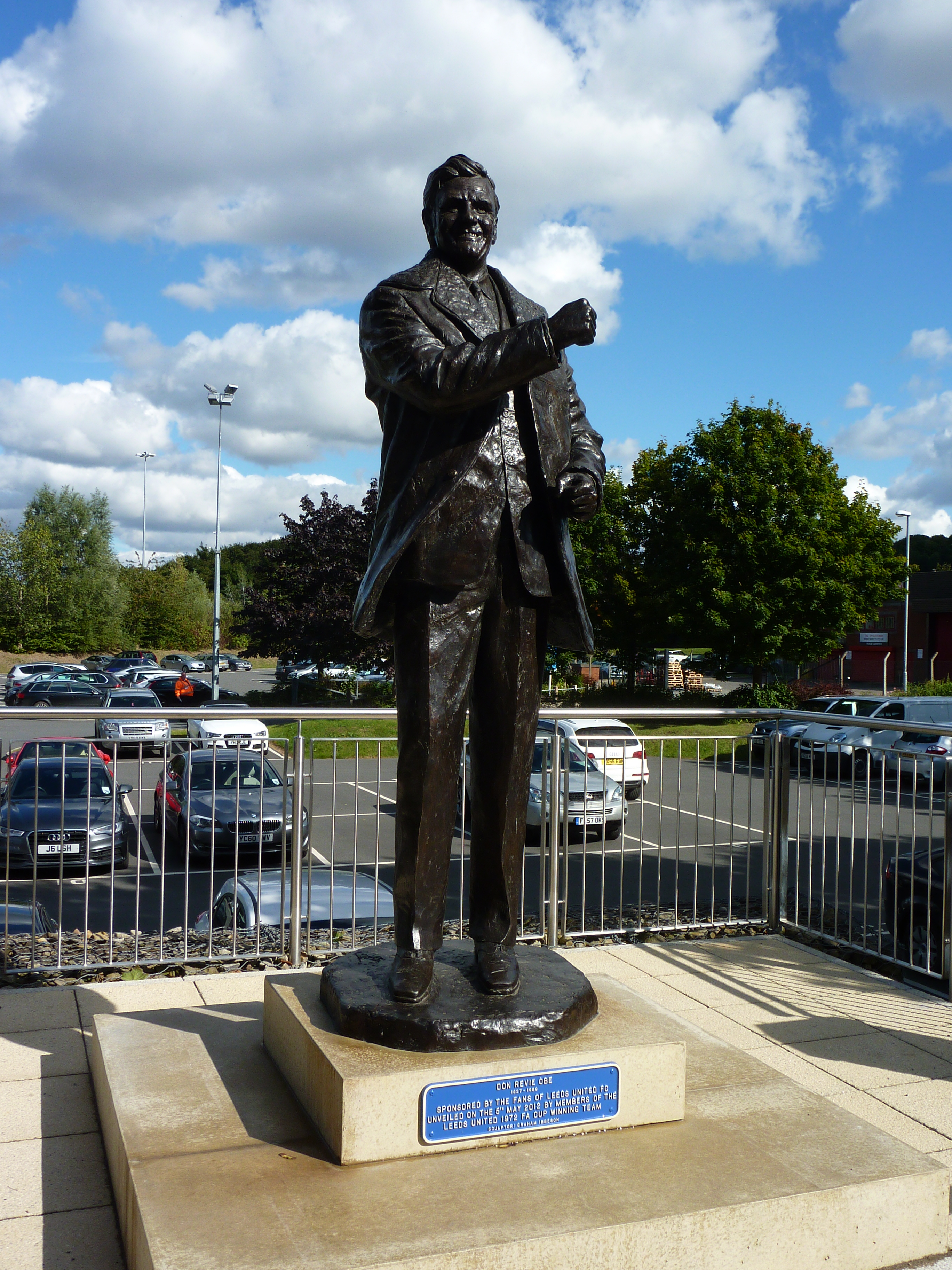
Статуя Дона Реви на «Элланд Роуд» в Лидсе

Несмотря на применяемую тактику, известную как «план Реви», первая половина 50-х годов складывалась для клуба не столь удачно. И только в 1955-м «Манчестер Сити» добился неплохого результата, выйдя в финал Кубка Англии, где уступил «Ньюкаслу» со счётом 1:3. На голы Джекки Милбурна, Бобби Митчелла и Джорджа Ханны «манкунианцы» смогли ответить лишь мячом, забитым Бобби Джонстоном.
5 мая 1956 года, спустя 22 года, «горожанам» удалось снова завоевать Кубок Англии. На стотысячном «Уэмбли» «Манчестер Сити» во встрече с «Бирмингем Сити» забил первый гол уже на 3-й минуте: Дон Реви подхватил мяч на своей половине, протащил его через полполя и отдал налево Рою Кларку, который отправил «снаряд» в штрафную Джо Хайесу, а тот в касание переправил мяч в ворота. Однако через 12 минут Ноэль Кинси сравнял счёт, и до конца первого тайма «Бирмингем» полностью доминировал на поле. Исход игры решился в течение двух минут второго тайма: на 62-й минуте комбинация на правом фланге, в которой поучаствовали Кен Барнс, Бобби Джонстон и Джек Дайсон, закончилась выводом на ударную позицию последнего — и счёт стал 2:1; на 64-й минуте Траутманн, игравший во второй половине матча со сломанной шеей, выбил мяч из своей штрафной на Дайсона, который одним касанием переправил его Джонстону, и тот отправил «шар» в сетку.
Эпоха расцвета «Манчестер Сити» в XX веке пришлась на конец 60-х — начало 70-х годов. В этот период команду возглавлял Джо Мерсер, 13 июля 1965 года сменивший Джорджа Пойзера, которому в своё время после вылета «горожан» во второй дивизион по итогам сезона 1962/63 уступил место Лес Макдауэлл. Мерсер пригласил в команду Джорджа Хеслопа, Майка Саммерби, Колина Белла, Тони Бука, Фрэнсиса Ли, а место в воротах занял молодой Джо Корриган. Эти футболисты составили костяк легендарной команды.
Под руководством Мерсера клуб, спустя 34 года, в 1968-м снова стал чемпионом высшего дивизиона Англии, опередив на два очка «Манчестер Юнайтед», на тот момент имевший в составе лучшего бомбардира сезона Джорджа Беста. 26 апреля 1969-го в финале Кубка Англии благодаря голу Нила Янга команде с минимальным счётом удалось переиграть «Лестер Сити» и в четвёртый раз завоевать данный трофей. 7 марта 1970 года «Манчестер Сити» впервые в своей истории завоевал Кубок Футбольной лиги: в финальном матче на «Уэмбли» команда Мерсера ответила на гол нападающего «Вест Бромвич Альбион» Джеффа Асла двумя мячами в исполнении Майка Дойла и Глина Пардо.
В том же году клуб достиг наивысшего успеха на европейской арене. 29 апреля «Манчестер Сити» в финале розыгрыша Кубка обладателей кубков в Вене одержал победу над польским «Гурником» со счётом 2:1. Голы у «горожан» забили Нил Янг и с пенальти Фрэнсис Ли, проведший, по оценкам спортивных журналистов, выдающийся матч. Джо Мерсер по окончании поединка сказал:

«Проливной дождь во второй половине матча разрушил игру, но я крайне доволен действиями нашей команды, несмотря на падение технического уровня во втором тайме»— Джо Мерсер
В следующем году под руководством дуэта тренеров Джо Мерсер-Малкольм Эллисон команда дошла до полуфинала Кубка обладателей кубков, на этой стадии из-за травм ключевых игроков проиграв оба матча «Челси» с общим счётом 0-2. В чемпионате Англии «Манчестер Сити» занял 4-е место, хотя по ходу сезона претендовал на «золото». В 1972 году из-за противоречий двух наставников произошёл распад дуэта. Джо Мерсер отправился тренировать «Ковентри Сити». Президент клуба Питер Суолз позже объяснял:

«Правление должно было выбрать между Малкольмом Эллисоном и Джо Мерсером — и мы выбрали Малкольма Эллисона»— Питер Суолз
Сам Эллисон позже вспоминал:

«Джо и я были прекрасными товарищами. Кроме напряжённости нескольких месяцев, я думаю, что у нас была только пара разногласий за всё время, пока мы сотрудничали. Я никогда не сожалел, что работал с Джо Мерсером, и я знаю, что он чувствовал то же самое по отношению к работе со мной. Мы построили невероятную команду. Годы Мерсера-Эллисона в „Манчестер Сити“ были лучшими годами моей жизни. Если бы Джо был всё ещё с нами сегодня, я думаю, что он сказал бы то же самое»— Малкольм Эллисон

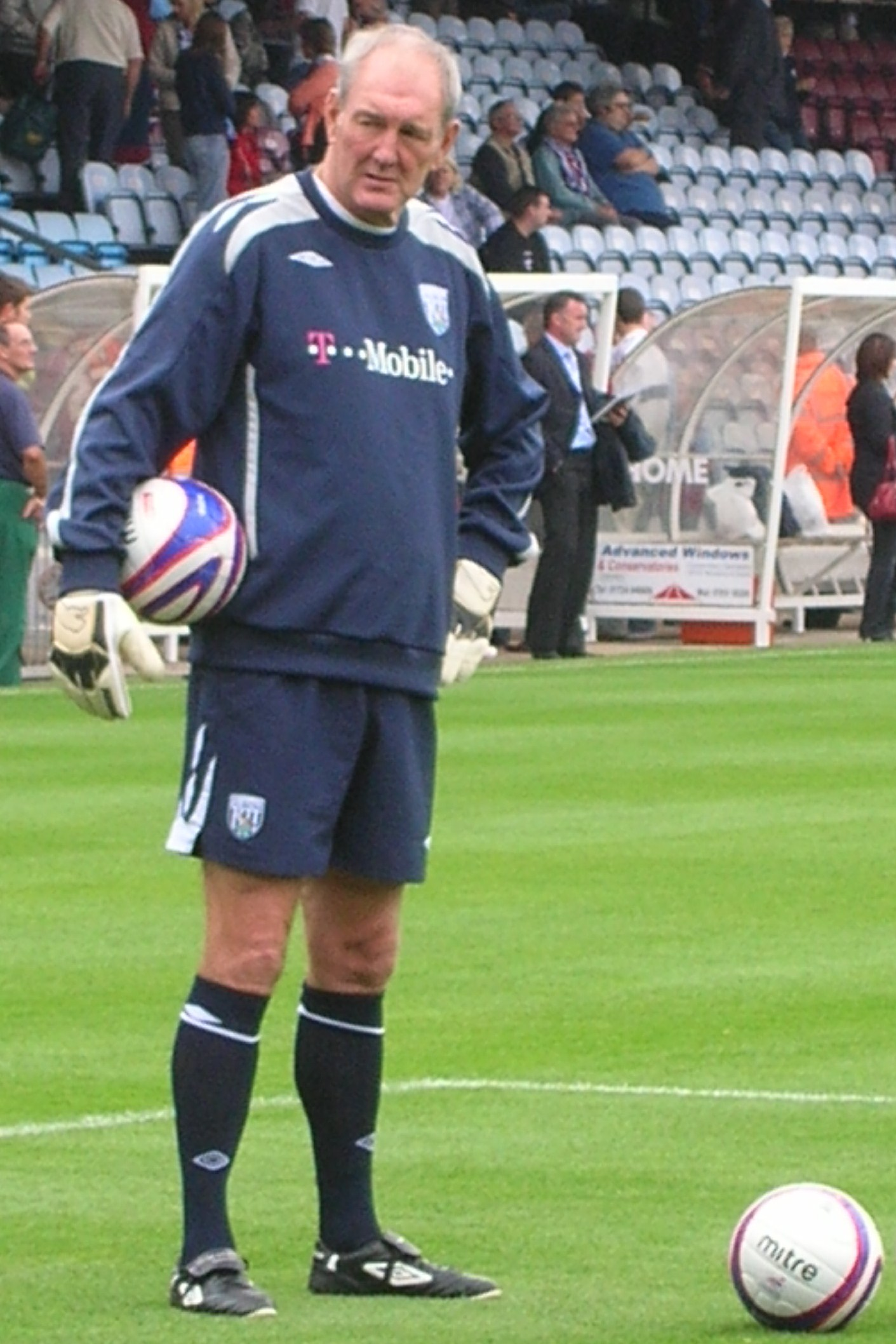
Джо Корриган — самый титулованный вратарь «Манчестер Сити»

Однако пребывание Эллисона на посту главного тренера не было долгим. В середине сезона 1972/73 «горожане» оказались во второй половине турнирной таблицы и спасать команду от вылета был призван Джонни Харт. Задача была выполнена: в итоге клуб занял 11-е место. Однако проблемы со здоровьем не позволили Харту продолжить работу, и он был заменён тренером «Норвич Сити» Роном Саундерсом. Под его руководством команда дошла до финала Кубка Лиги, но в чемпионате показывала слабые результаты. Саундерс был уволен, и с 1974 по 1979 годы «горожан» тренировал бывший капитан «Сити» Тони Бук.
Бук поставил задачу стабилизировать ситуацию в команде, за что снискал популярность среди болельщиков. В последней игре сезона 1973/74 против «Манчестер Юнайтед», которому для сохранения прописки в чемпионате необходима была только победа, «горожане» выиграли 1:0. Шотландец Денис Лоу забил в этом матче пяткой в ворота своего бывшего клуба, при этом отказавшись праздновать собственный гол. Лоу покинул поле с опущенной головой, и сразу же был заменён. Это был последний клубный матч игрока в его профессиональной карьере.
«Манчестер Сити» при Тони Буке стал относительно успешной командой. 28 февраля 1976 года «горожане» выиграли Кубок Лиги, в финале победив «Ньюкасл Юнайтед» со счётом 2:1. На 11-й минуте счёт открыл полузащитник «Сити» Питер Барнс, однако, спустя четверть часа, равновесие в матче восстановил Алан Гоулинг. В самом начале второго тайма, на 46-й минуте, правый вингер «горожан» Деннис Тюарт снова вывел вперёд «манкунианцев», и данный счёт сохранился до конца поединка. В 1977 году команда заняла второе место в чемпионате, отстав от чемпиона «Ливерпуля» всего на одно очко. Дважды «Манчестер Сити» попадал в четвертьфинал Кубка Лиги, а в сезоне 1978/79 дошёл до четвертьфинала Кубка УЕФА.
На смену достижениям 60-70-х годов пришла стагнация 80-х. Всё началось в 1979 году с возвращения в команду Малкольма Эллисона, во второй раз назначенного главным тренером. Краткий период пребывания у руля Эллисона охарактеризовался, в первую очередь, продажей таких звёзд, как Эйс Хартфорд, Гари Оуэн и Питер Барнс. На их место за немалые деньги Эллисон приглашал игроков, так и не раскрывших свой потенциал в «Сити». Одним из таких приобретений стал Стив Дейли, сумма сделки по трансферу которого составила £1,5 млн и на тот момент стала рекордной в чемпионате Англии. Ввиду непродуманной кадровой политики и слабого начала сезона 1980/81 Эллисон был заменён Джоном Бондом.
В том же сезоне Бонд смог обеспечить 10-е место в чемпионате Англии, при этом добившись победы над «Ливерпулем» 3:1 на «Энфилде». Принцип Бонда базировался на приобретении опытных игроков для укрепления основы, которую составляла молодёжь. Благодаря такой позиции, «горожане» в 1982 году сумели выйти в финал Кубка Англии, уступив на «Уэмбли» «Тоттенхэм Хотспур» со счётом 2:3, несмотря на выдающуюся игру Стива Маккензи. И всё же два года спустя ввиду пребывания команды в середине турнирной таблицы и разногласий тренера с руководством Бонд был уволен со своего поста. Его место занял Джон Бенсон.
Пребывание Бенсона у руля «Сити» запомнилось вылетом команды из Первого дивизиона и поражением в последнем туре от «Лутон Тауна», когда даже ничья позволила бы команде сохранить прописку в элите. Билли Макнилл, призванный вместо Бенсона вернуть «горожан» в высшую лигу, с этой задачей справился. Однако в сезоне 1985/86 клуб опять едва не оказался во Втором дивизионе и слабо начал чемпионат 1986/87. Руководство уволило специалиста и пригласило Джимми Фриззелла на оставшуюся часть сезона, результатом которого стало выбывание «Сити» из элиты — команда заняла второе место с конца турнирной таблицы.

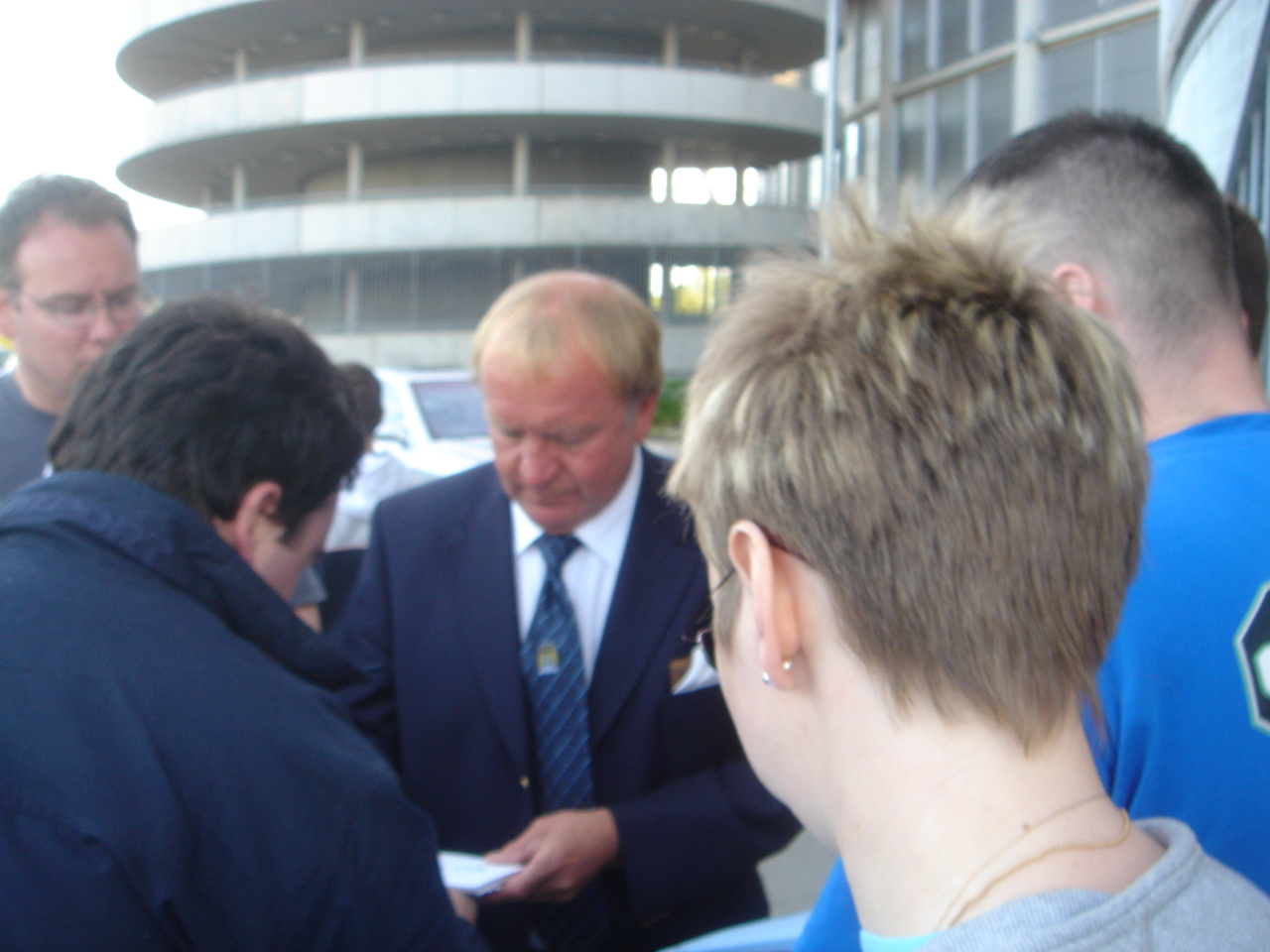
Фрэнсис Ли — легендарный нападающий, а впоследствии президент «Манчестер Сити»

Вновь вернул клуб в Первый дивизион Мел Макхин. Однако в ноябре 1989 года был уволен, несмотря на победу над «Манчестер Юнайтед» со счётом 5:1, после которой сэр Алекс Фергюсон признался, что это было для него самое оскорбительное «менеджерское» поражение. С ноября 1989 года до ноября 1990 года «горожанами» руководил Ховард Кендалл, создавший неплохой задел для будущего подъёма команды. После ухода Кендалла в «Эвертон» его место занял 34-летний играющий тренер Питер Рид. Первые два сезона при Риде «Манчестер Сити» заканчивал на пятом месте, а по итогам чемпионата-1992/93 стал девятым. В начале сезона 1993/94 Рид был уволен. Вместо него назначили Брайана Хортона, который смог добиться лишь сохранения прописки в элите, заняв 16-е место в чемпионате.
В 1994 году клуб под давлением болельщиков перешёл от признавшего свои ошибки прежнего владельца Питера Суолза к консорциуму во главе с бывшим футболистом «горожан» Фрэнсисом Ли. Хортон остался на своём посту. Однако 17-е место — показатель сезона 1994/95 — заставило руководство уволить Хортона и назначить на его место бывшего тренера «Саутгемптона» Алана Болла. Новый менеджер попытался провести реформу, согласно которой происходило омоложение состава, а игра строилась вокруг полузащитника Георгия Кинкладзе. Но по окончании сезона 1995/96 «Манчестер Сити» вылетел в Первый Дивизион. Болл был уволен в начале сезона 1996/97, на его место назначили Стива Коппелла, который установил рекорд клуба по краткосрочности пребывания у руля коллектива — он руководил «горожанами» всего в шести матчах. К руководству командой приступил Фил Нил, однако проиграл 7 матчей из 10, что привело к падению во вторую половину турнирной таблицы. Сезон «Манчестер Сити» заканчивал во главе с бывшим тренером «Ноттингем Форест» Фрэнком Кларком, который не смог поднять клуб выше 14-го места. В середине следующего сезона он был уволен, а пришедший на его место бывший наставник «Олдем Атлетик» и «Эвертона» Джо Ройл не смог спасти «горожан» от вылета во Второй Дивизион — третий по рангу футбольный турнир Англии. Позже Ройл вспоминал:

«У „Манчестер Сити“ не было горячей воды, и подписывать можно было только стариков и свободных агентов»— Джо Ройл
На фоне рекордно низкого падения пост президента клуба занял Дэвид Бернстайн. При новом руководстве «Сити» по окончании сезона 1998/99 вернулся в Первый Дивизион, в плей-офф переиграв по пенальти «Джиллингем». По окончании следующего сезона клуб уверенно вернулся в Премьер-лигу. Летом 2000 года команду пополнили полузащитник Альф-Инге Холланд и нападающий Джордж Веа, зимой присоединились Ричард Данн и Даррен Хакерби, в аренду у шотландского «Рейнджерс» был взят Андрей Канчельскис. Но в итоге «Манчестер Сити» занял 18-е место и снова выбыл из Премьер-лиги.
21 апреля 2001 года, невзирая на протесты болельщиков, руководство отправило Джо Ройла в отставку. Через три дня на его место был назначен экс-главный тренер сборной Англии Кевин Киган.

### Новые владельцы, первые успехи (2002—2016)

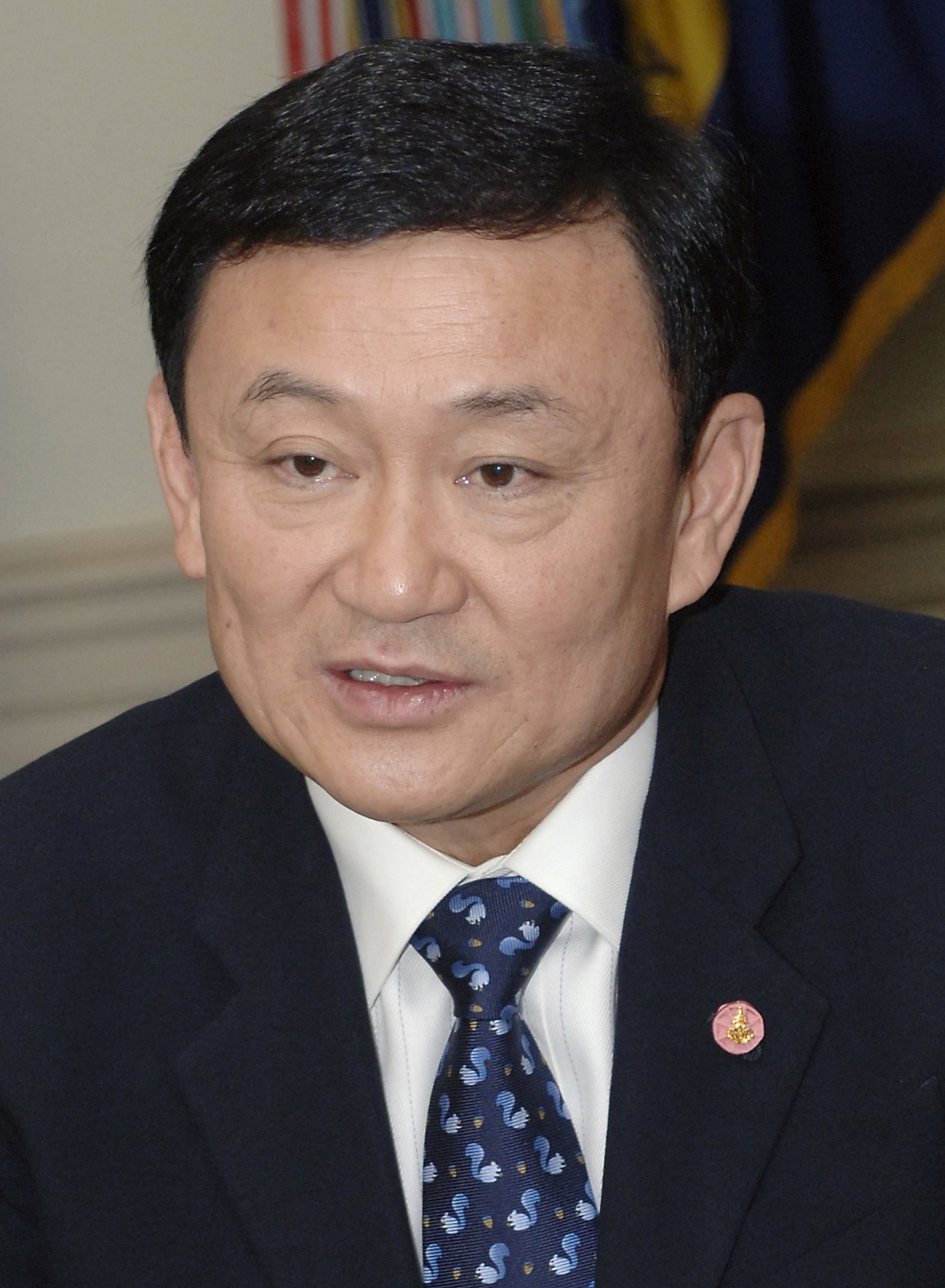
Таксин Чиннават — первый иностранный владелец «Манчестер Сити»

В 2002 году «Манчестер Сити» вернулся в Премьер-лигу. Перед началом сезона клуб сделал несколько неплохих приобретений. Ряды «манкунианцев» пополнили вратарь Петер Шмейхель, защитники Сильвен Дистен и Давид Соммей, хавбеки Марк-Вивьен Фоэ и Висенте Матиас Вуосо, за £17,5 млн у французского «Пари Сен-Жермен» был куплен Николя Анелька, зимой перешёл ещё один нападающий — Робби Фаулер. По итогам чемпионата «горожане» заняли девятое место в Премьер-лиге и впервые за 24 года без участия в еврокубках получили право выступить в квалификационном раунде Кубка УЕФА по правилу Fair Play. 2003 год стал последним для игры на стадионе «Мейн Роуд». В том же году команда переехала на новый 48-тысячный «Сити оф Манчестер», который сами болельщики называют «Истлэндс». При всех изменениях к лучшему общие спортивные показатели «Манчестер Сити» оставались далеко не выдающимися. Увольнение 11 марта 2005 года главного тренера Кевина Кигана и назначение его помощника Стюарта Пирса, покупка в 2006 году Андреаса Исакссона, Дитмара Хаманна и Бернардо Корради не изменили картины.
Летом 2007 года через компанию UK Sports Investments за $43 млн (плюс $119 млн долгов) клуб был приобретён таиландской семьёй во главе с бизнесменом и бывшим премьер-министром Таиланда Таксином Чиннаватом, который пообещал поэтапное улучшение спортивных достижений клуба:

В первый год наша цель — войти в десятку, во второй год — в шестёрку, а на третий год мы намерены бороться за путёвку в Лигу чемпионов.
— Таксин Чиннават
Новые владельцы обязались «осуществлять значительные вложения в клуб». «Вложениями» стали подписание 6 июля 2007 года трёхлетнего контракта с известным шведским тренером Свеном-Ёраном Эрикссоном и трансферы Ведрана Чорлуки, Хавьера Гарридо, Желсона Фернандеша, Мартина Петрова, Элано, Бенджани Мварувари, Валерия Божинова. В сезоне клуб дважды победил в манчестерском дерби, но в чемпионате финишировал лишь девятым, проиграв последний матч скромному «Мидлсбро» со счётом 1:8. По итогам сезона руководство «Манчестер Сити» 2 июня 2008 года отправило Эрикссона в отставку и назначило тренером валлийца Марка Хьюза.
В последний день лета 2008 года после трёхнедельных переговоров, завершившихся подписанием в дубайском отеле Emirates Palace соглашения о продаже клуба, новым владельцем «Манчестер Сити» стала инвестиционная группа Abu Dhabi United Group (ADUG) из ОАЭ. Глава финансовой структуры шейх Мансур ибн Зайд Аль Нахайян при посредничестве генерального директора Hydra Properties Сулеймана Аль Фахима и руководителя юридического бюро Emirates Group Халида Аль Мухайри выкупил у Чиннавата сначала 90 % акций «горожан», а ещё через год приобрёл оставшиеся 10 %. В результате ADUG стала единственным и полноправным владельцем «Манчестер Сити». Немедленно была поставлена задача в кратчайшие сроки войти в число топ-клубов Старого Света. Шейх Мансур заявил следующее:

Чтобы одолеть такие команды, как «Челси» и «Барселона», необходимо приобрести минимум 22 звезды первой величины. Деньги — не проблема. Главное, чтобы в моей команде на каждой позиции играл топ-футболист, а клуб за короткое время стал ведущим в Европе.
— Шейх Мансур ибн Зайд Аль Нахайян
Тем же летом были приобретены защитники Пабло Сабалета, Венсан Компани, Таль Бен-Хаим и Глаубер, из «Челси» вернулся полузащитник Шон Райт-Филлипс. У московского ЦСКА за £18 млн прикупили перспективного бразильского нападающего Жо. В зимнее трансферное окно «Манчестер Сити» был ещё более активен: команду пополнили опытный голкипер Шей Гивен и молодой вратарь Гуннар Нильсен, защитник Уэйн Бридж, опорный хавбек Найджел Де Йонг, а также двое нападающих — Крейг Беллами и Робиньо, купленный у мадридского «Реала» за £32,5 млн — сумму, ставшую на тот момент рекордной в истории клуба. Однако команда продемонстрировала ещё более удручающий результат, чем в предыдущем сезоне, — 10-е место.
Несмотря на многочисленные слухи о намерении руководства усилить тренерскую позицию, сезон 2009/10 «Манчестер Сити» начал под руководством Марка Хьюза. Вопреки заявлению Председателя совета директоров клуба Халдуна Аль Мубарака о том, что «не следует раскидываться деньгами», «горожане» продолжили свою трансферную политику. Летом из «Астон Виллы» пришли вратарь Стюарт Тейлор и полузащитник сборной Англии Гарет Барри, из «Барселоны» защитник Силвиньо, из «Арсенала» защитник Коло Туре и форвард Эммануэль Адебайор, у «Эвертона» за £24 млн был куплен центральный защитник Джолеон Лескотт, а у «Манчестера Юнайтед» и «Блэкберн Роверс» — форварды Карлос Тевес и Роке Санта Крус за £25,5 млн и почти £19 млн соответственно. 19 декабря 2009 года после серии неудачных матчей руководство приняло решение расстаться с Марком Хьюзом, несмотря на недовольство некоторых футболистов команды. Сам Хьюз заявил о «нечестной игре» со стороны владельцев «Сити»:

После матча с «Сандерлендом» мне объявили о том, что мой контракт с клубом досрочно завершён. Несмотря на предположения в СМИ, в клубе меня не предупредили, что такое решение может быть принято. Учитывая, насколько быстро был найден новый тренер, можно предположить, что отправить меня в отставку было решено уже давно. В начале сезона я разговаривал с владельцами команды, и мы решили, что реалистично поставить цель — занять шестое место в чемпионате или набрать около 70 очков. Всё это было передано футболистам. Конечно, каждый в «Сити» хотел чаще побеждать, и мы шли верным путём, но меня уволили.
— Марк Хьюз
Аль Мубарак через прессу ответил валлийскому специалисту, что

В последних 11 играх команда одержала лишь две победы. Это абсолютно неприемлемо. Шейх Мансур и совет директоров не видят никаких предпосылок к тому, чтобы ситуация изменилась к лучшему.
— Халдун Аль Мубарак

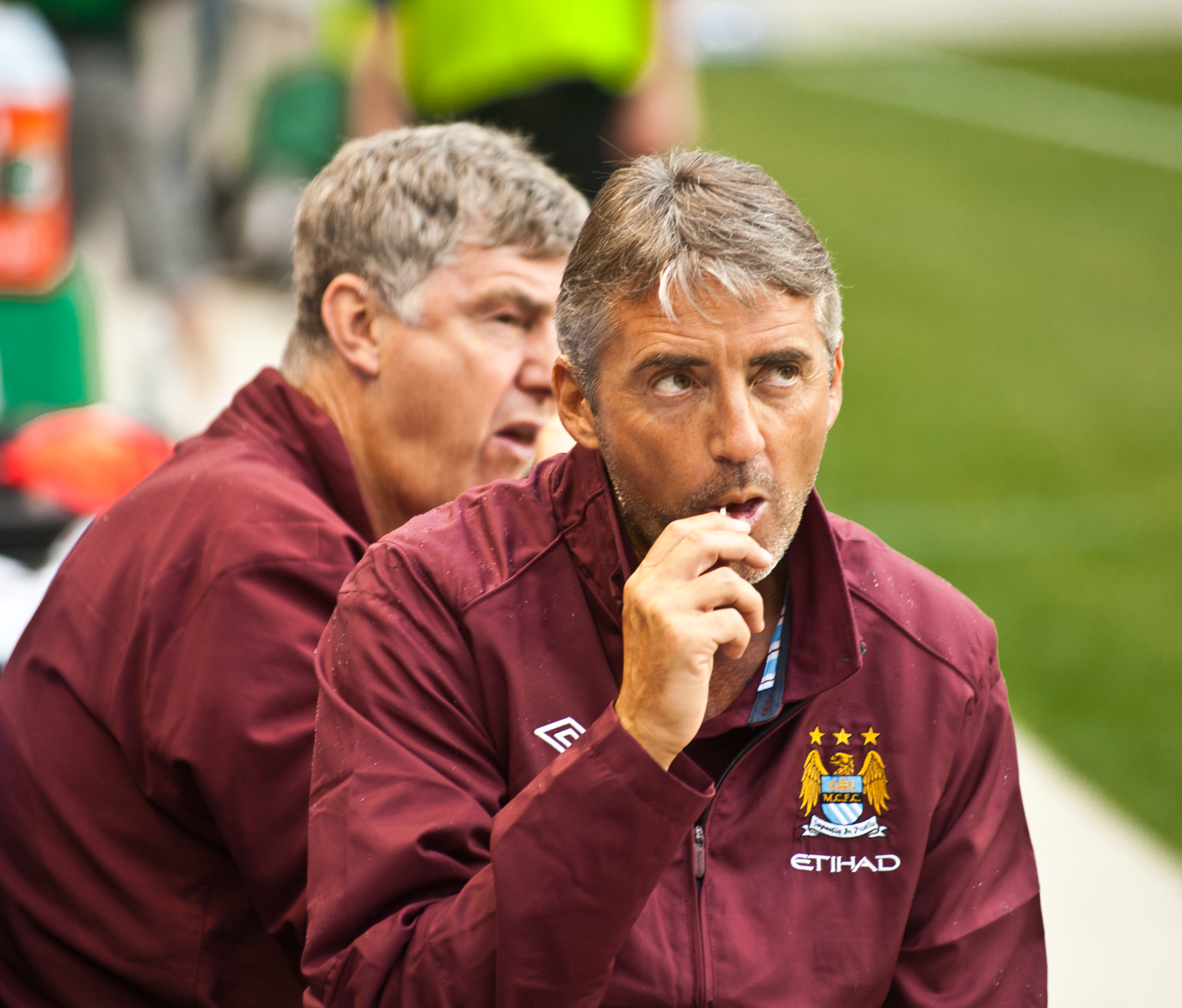
Роберто Манчини и Брайан Кидд — творцы громких успехов «Манчестер Сити» в XXI веке

На место Хьюза был приглашён итальянский специалист Роберто Манчини, а его ассистентом стал Брайан Кидд. Зимой к звёздной компании прибавились чемпион мира и Европы Патрик Виейра и молодой хавбек Адам Джонсон, а команда заняла 5-е место в чемпионате, что позволило ей выйти в Лигу Европы.
Летом 2010 года «Манчестер Сити» стал главным ньюсмейкером Европы на трансферном рынке. Команду пополнили защитники Александар Коларов (£20 млн) и Жером Боатенг (£11 млн), хавбеки Яя Туре (£26,4 млн), Джеймс Милнер (£19,3 млн) и Давид Сильва (£25,3 млн), один из лучших молодых форвардов Старого Света Марио Балотелли (£26 млн). При этом «Сити» расстался с защитниками Силвиньо (завершил карьеру) и Хавьером Гарридо, полузащитниками Мартином Петровым и Стивеном Айрлендом, нападающими Бенджани Мварувари и Робиньо, перешедшим в «Милан». Зимнее трансферное окно позволило отправить в аренду Роке Санта Круса, Давида Гонсалеса, Уэйна Бриджа и Эммануэля Адебайора, который перебрался в мадридский «Реал».
Дела «горожан» пошли в гору как во внутреннем первенстве, так и в Лиге Европы. А с зимним приобретением боснийского нападающего Эдина Джеко за £27 млн количество денег, потраченных шейхом Мансуром на «Манчестер Сити», включая трансферы и зарплаты тренеров и игроков, составило около £1 млрд.
17 марта 2011 года на стадии 1/8 финала клуб покинул Лигу Европы, проиграв по сумме двух матчей киевскому «Динамо» (поражение в первой игре 0:2 и победа дома 1:0), что позволило «Манчестер Сити» полностью сосредоточиться на внутренних турнирах. Так, 11 мая после победы с минимальным счётом над «Тоттенхэмом» клуб впервые получил право участвовать в Лиге чемпионов. В последний раз «горожане» принимали участие в самом престижном клубном турнире Старого Света в сезоне 1968/1969. Тогда он назывался Кубком чемпионов. После матча со «шпорами» Роберто Манчини заявил:

Поздравляю всю команду. Считаю, она провела фантастический сезон в Премьер-лиге. Впереди ещё два матча, и у нас есть шанс подняться на третье место в турнирной таблице. Для меня это очень важный момент. Мы много работали в этом сезоне и рады поздравить наших болельщиков. Думаю, нет ничего невозможного, и мы постараемся догнать «Арсенал».
— Роберто Манчини
В итоге он оказался прав: в последних турах Премьер-лиги «горожане» набрали 6 очков при 1 за два матча у лондонцев. 22 мая «Манчестер Сити» стал бронзовым призёром чемпионата Англии, набрав одинаковое количество очков с серебряным призёром «Челси», но уступив по разнице забитых/пропущенных мячей. Это позволило команде попасть в групповой этап Лиги чемпионов без участия в квалификационном раунде. Кроме того, нападающий Карлос Тевес стал лучшим бомбардиром турнира вместе с форвардом «Манчестер Юнайтед» Димитром Бербатовым (21 мяч), вратарь Джо Харт получил «Золотую перчатку» — приз лучшему вратарю английской Премьер-лиги по числу «сухих» матчей в сезоне. Голкипер сборной Англии оставлял свои ворота в неприкосновенности в 17 играх турнира.
Самое большое достижение в сезоне пришло к «Манчестер Сити» ещё 14 мая: в финале Кубка Англии команда обыграла «Сток Сити» и тем самым завоевала первый трофей с 1976 года. По итогам игры Роберто Манчини заявил:

Могу лишь сказать, что я очень рад за наших болельщиков. После стольких лет они заслужили этот трофей. Не сказал бы, что мы сегодня доминировали. Нам, безусловно, нужно прибавлять, но мы всё равно счастливы. Мы вписали новую страницу в историю «Манчестер Сити». Это — только начало.
— Роберто Манчини

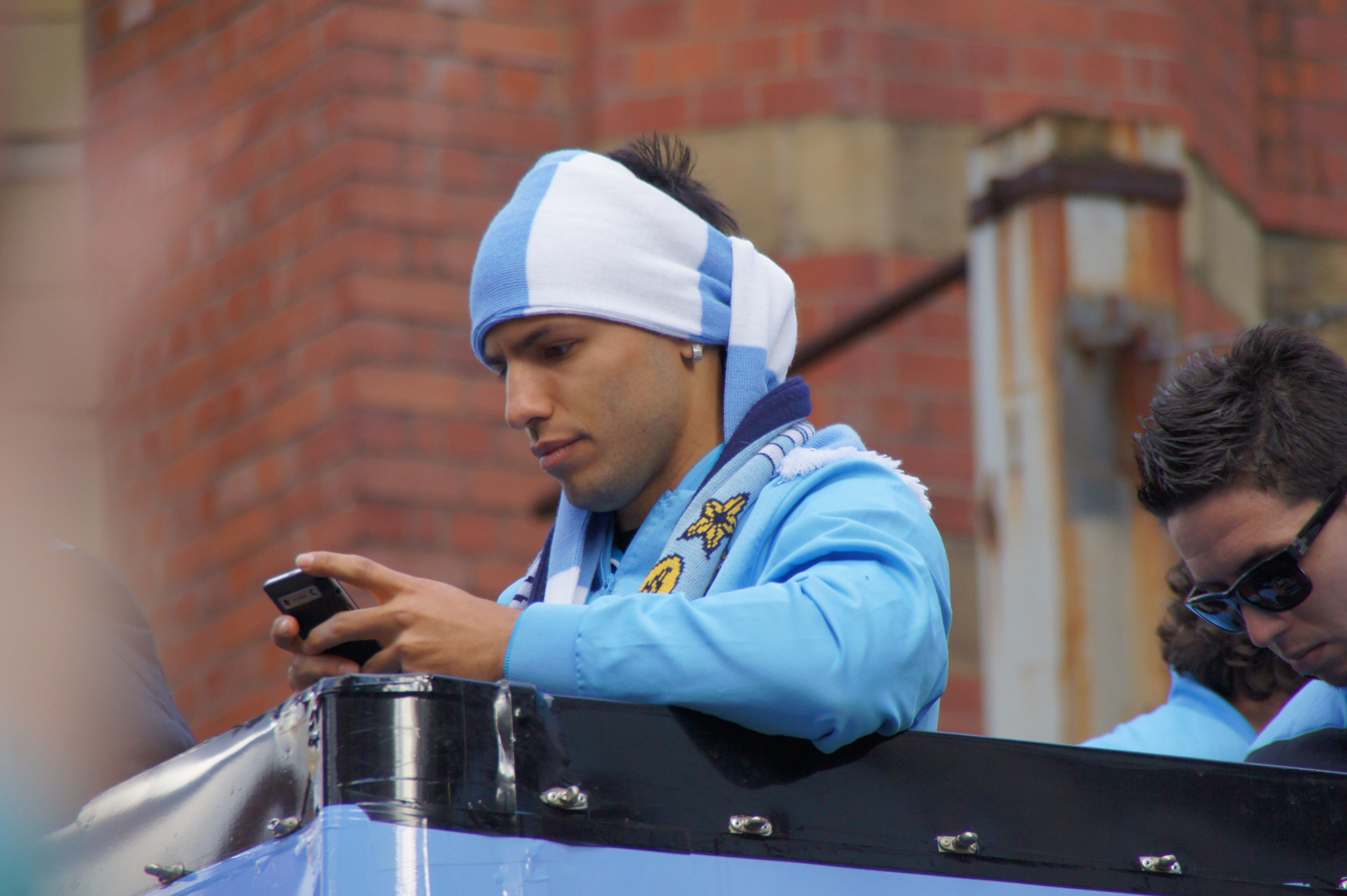
Серхио Агуэро празднует победу «горожан» в чемпионате Англии

Сразу после окончания сезона 2010/11 Роберто Манчини встретился в ОАЭ с Халдуном Аль Мубараком. В результате общения итальянского специалиста и арабского бизнесмена была достигнута договорённость о выделении транша на покупку новых футболистов. И в летнее трансферное окно 2011 года команду пополнили такие звёзды мирового футбола, как Самир Насри и Серхио Агуэро. Сумма, выплаченная за последнего (£38 млн), стала рекордной в истории трансферов клуба. Также «горожанами» были приобретены защитники Гаэль Клиши и Стефан Савич, полузащитник Оуэн Харгривз, в аренду взят румынский голкипер Костел Пантилимон, в зимнее трансферное окно полностью выкупленный у румынской «Тимишоары». В то же время команду покинули завершивший карьеру Патрик Виейра, вошедший в штаб клуба и в мае 2013 года назначенный главным тренером молодёжного состава, вновь отправленный в аренду Эммануэль Адебайор, проданные Шей Гивен, Жо, Крейг Беллами, Шон Райт-Филлипс, Жером Боатенг, Фелипе Кайседо и ряд юных футболистов.
В июле 2011 года стадион «Сити оф Манчестер» был официально переименован в «Этихад Стэдиум» согласно сделке со спонсором команды — компанией Etihad Airways. Договор был подписан на 10 лет и подразумевал размещение бренда спонсора в названии стадиона, его логотипов в наружной рекламе в пределах арены и в строящемся центре спортивных сооружений Восточного Манчестера Etihad Campus, а также на футболках игроков. Некоторыми СМИ стоимость соглашения о переименовании стадиона оценивалась в £120 млн.
Матч-открытие сезона на Суперкубок Англии «Манчестер Сити» проиграл принципиальным соперникам «Манчестер Юнайтед» со счётом 2:3, ведя после первого тайма 2:0. Однако клуб мощно стартовал в английской Премьер-лиге, одержав 12 побед в 14 стартовых турах, лишь дважды сыграв вничью — с «Фулхэмом» и «Ливерпулем». При этом в 9-м туре команда Манчини разгромила недавних обидчиков из «Манчестер Юнайтед» со счётом 6:1, одержав самую крупную победу на «Олд Траффорд» за 56 лет. По окончании дерби Манчини заявил:

Сезон очень долгий, мы играем каждые три дня, и каждая игра очень сложная. Мы играли очень хорошо против «Тоттенхэма» и «Болтона», но это была другая игра — мы играли против такой сильной команды, как «Юнайтед». Но в итоге мы набрали три очка — нам никто не даст шесть очков за шесть голов. Это всего лишь один матч, и я думаю, что «Юнайтед» по-прежнему идёт впереди нас. Изменить мы это можем только в том случае, если выиграем титул. Тогда, возможно, всё будет по-другому, но сейчас «Юнайтед» лучше нас. Конечно, я удовлетворён, потому что мы победили «Юнайтед». Немногие команды могут победить на «Олд Траффорд», и именно поэтому это был важный матч — дело не в итоговом результате, а в том, что мы играли на их поле. Это важно для наших болельщиков. Голы помогают нам только с турнирной точки зрения. Я счастлив, что мы набрали три очка, но я также думаю, что если мы хотим долгое время оставаться наверху, нам необходимо ещё очень много работать и становиться лучше.
— Роберто Манчини
Первое поражение в Премьер-лиге 2011/12 настигло команду Манчини в 15-м туре. 12 декабря 2011 года «Манчестер Сити» уступил «Челси» Андре Виллаша-Боаша с разницей в один мяч — 1:2. Первый гол на 2-й минуте забил Марио Балотелли, однако уже в стартовой сорокапятиминутке благодаря точному удару Рауля Мейрелиша «Челси» сравнял счёт, а во втором тайме пенальти, реализованный Фрэнком Лэмпардом, подвёл итог игры.
За пять дней до поражения от «Челси» «горожане» официально покинули Лигу чемпионов 2011/12, несмотря на победу в последнем матче группы, одержанную над мюнхенской «Баварией» со счётом 2:0. Результатом выступления в групповом турнире «Манчестер Сити» стало 3-е место — после «Баварии» и «Наполи», опередивших англичан на 3 и 1 очко соответственно. При этом третья строчка в финальной таблице гарантировала «горожанам» продолжение участия в весенней стадии Лиги Европы, что позволило букмекерам объявить команду фаворитом турнира. В 1/16 финала второго по значимости еврокубка соперником «Сити» стал неудачник другой лигочемпионской группы — действующий победитель Лиги Европы португальский «Порту». Команда успешно преодолела первый раунд плей-офф, обыграв португальцев в двух матчах — 2:1 на выезде и 4:0 дома. В обоих матчах по разу отличился Серхио Агуэро. Однако на стадии 1/8 финала «Сити» прекратил борьбу за еврокубок, проиграв в Лиссабоне другому представителю Португалии — «Спортингу» — со счётом 0:1 и, несмотря на победу 3:2 в ответном матче, где дублем отметился Агуэро, не смог пробиться в четвертьфинал. По окончании второй игры наставник «Спортинга» Са Пинту заявил:

Состав «Манчестер Сити» очень силён, в нём на каждое место претендуют два разнозначных футболиста. Но «Спортинг» сумел победить благодаря высокой игровой дисциплине и большой вере в успех. Можно сказать, что мы превзошли самих себя.
— Рикарду Са Пинту
Во внутренних кубковых турнирах «Манчестер Сити» также не добился больших успехов. 8 января 2012 года на стадии 1/32 финала команда проиграла «Манчестер Юнайтед» со счётом 2:3, уступая после первого тайма 0:3 и потеряв удалённого на 12-й минуте капитана Венсана Компани. В Кубке Лиги «Сити» дошёл до полуфинала, однако по сумме двух матчей (домашнее поражение 0:1 и выездная ничья 2:2) уступил будущему обладателю трофея «Ливерпулю».
В Премьер-лиге команда долго (с 8-го по 27-й тур) шла на 1-м месте, однако поражение с минимальным счётом от «Суонси Сити» позволило «Манчестер Юнайтед» возглавить таблицу. В следующем туре последовала победа 2:1 над «Челси», которой поспособствовал Карлос Тевес, не игравший с сентября 2011 года из-за конфликта с тренером. Но затем «Сити» дважды сыграл вничью — со «Сток Сити» и «Сандерлендом», а 8 апреля и вовсе проиграл «Арсеналу» 0:1, тем самым после 32-го тура позволив «Юнайтед» оторваться на 8 очков. Однако затем последовала серия из шести побед подряд, в том числе в «манкунианском дерби» и матче последнего тура с «Куинз Парк Рейнджерс», в котором «горожане» проигрывали до 91-й минуты, которые позволили клубу при одинаковом с «Манчестер Юнайтед» количестве очков (по 89) впервые за 44 года занять первое место в чемпионате Англии. По окончании сезона в АПЛ, лучшим игроком которого был признан защитник «Сити» Венсан Компани, Халдун Аль Мубарак заявил:

Болельщики ждали долгих 44 года, время шло, клуб оставался без титула и все к этому привыкли, воспринимая отсутствие побед как обычное дело. Нынешняя команда сломала этот стереотип. Давайте выбросим из головы этот «типичный» «Сити», который остаётся в прошлом. Перед клубом открывается новая эра, в которой нынешний чемпионский титул является не конечной, а отправной точкой.
— Халдун Аль Мубарак

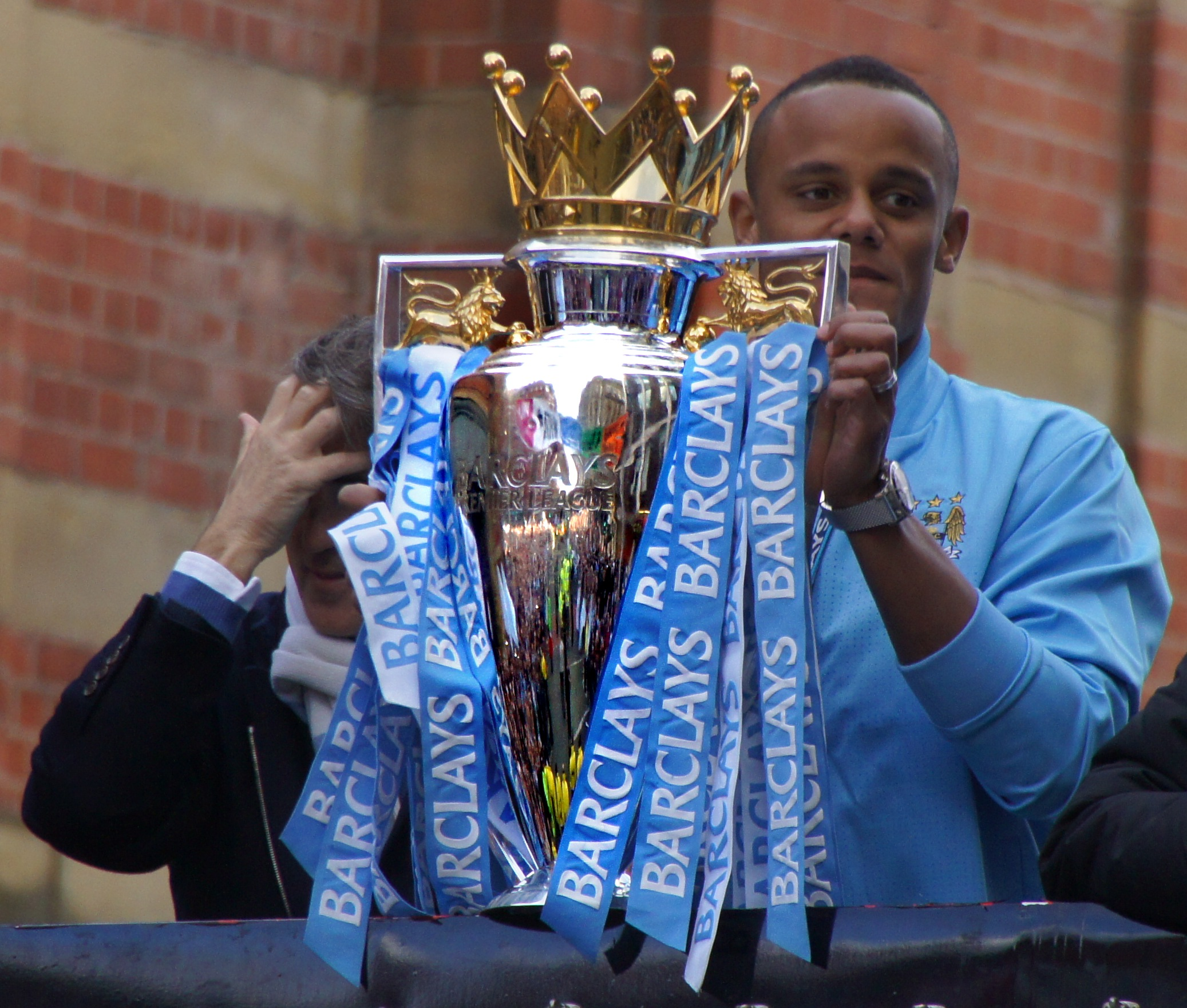
Венсан Компани и Роберто Манчини с кубком Премьер-лиги 2012 года

В начале июля 2012 года стало известно, что Роберто Манчини подписал с клубом новый контракт, рассчитанный на пять лет. По сведениям авторитетных агентств, годовая зарплата наставника составила около £7 млн. Ранее СМИ сообщали об интересе к итальянцу со стороны руководства РФС и даже о подписанном контракте о работе в сборной России.
Ещё в мае 2012 года, по сведениям английской прессы, клуб намеревался достигнуть трёх трансферных целей летнего межсезонья: покупки валлийца Гарета Бэйла, бельгийца Эдена Азара и голландца Робина ван Перси, ставшего лучшим бомбардиром английской Премьер-лиги сезона 2011/12 в составе «Арсенала». Однако Бэйл продлил контракт с «Тоттенхэмом», Азар был приобретён «Челси», а ван Перси перешёл в «Манчестер Юнайтед». «Манчестер Сити» подписал контракты с вратарём Ричардом Райтом, пришедшем по свободному трансферу, защитниками итальянских «Интернационале» «Фиорентины» Майконом и Матием Настасичем соответственно, опорными полузащитниками «Бенфики» Хави Гарсией и «Эвертона» Джеком Родуэллом, нападающим «Суонси» Скоттом Синклером, назначил бывшего топ-менеджера «Барселоны» Феррана Сориано на пост исполнительного директора клуба, продал Грега Каннингема, Стефана Савича, Ахмеда Бенали, Гая Ассулина, Владимира Вайсса, Адама Джонсона, Найджела Де Йонга и Эммануэля Адебайора, отправил в аренду Уэйна Бриджа, Дедрика Бойату, Мохаммеда Абу, Омара Элабделлауи, Гарри Банна и Роке Санта Круса. Вратарь Стюарт Тейлор и полузащитник Оуэн Харгривз стали свободными агентами.
12 августа 2012 года «Манчестер Сити» завоевал Суперкубок Англии, победив со счётом 3:2 лондонский «Челси». Первый мяч в игре забил форвард лондонцев Фернандо Торрес, однако вскоре «пенсионеры» остались в меньшинстве. Во втором тайме по разу отличились «горожане» Яя Туре, Карлос Тевес и Самир Насри. За десять минут до конца матча Райану Бертрану удалось сократить разрыв, но в итоге «Сити» довёл матч до победы.

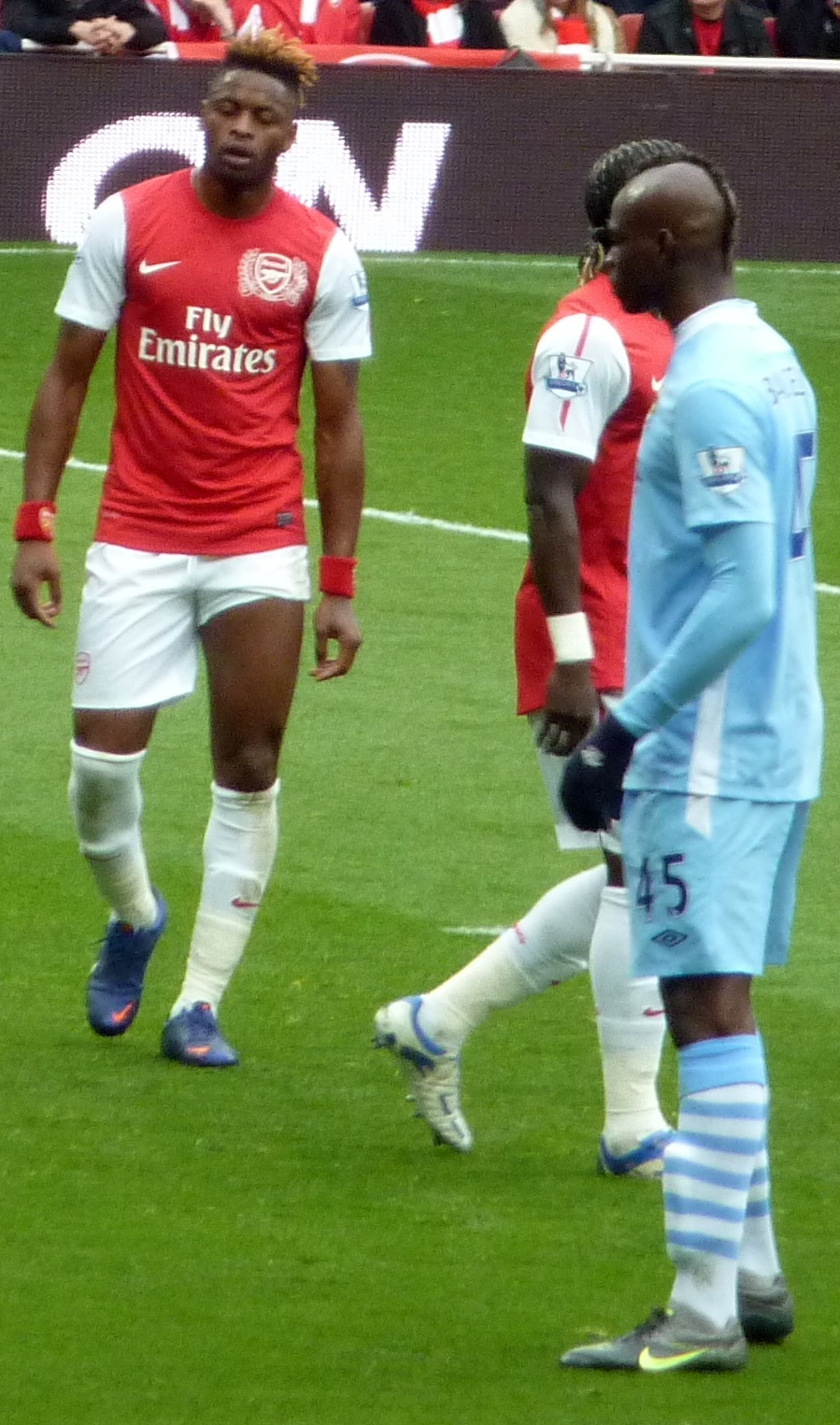
Марио Балотелли в матче чемпионата Англии против «Арсенала»

Накануне старта сезона 2012/13 ведущие букмекерские конторы Англии опубликовали прогнозы, согласно которым «Манчестер Сити» считался главным претендентом на чемпионство в Премьер-лиге, хотя Роберто Манчини заявлял, что фаворитом чемпионата является «Манчестер Юнайтед».
В осенней части футбольных турниров сезона 2012/13 «Сити» выглядел не лучшим образом. 25 сентября 2012 года в рамках 1/16 Кубка Лиги в дополнительное время команда уступила «Астон Вилле» со счётом 2:4. В Лиге чемпионов «Манчестер Сити» также не снискал лавров, заняв последнее место в группе D. Набрав 3 очка (3 ничьи и 3 поражения), команда покинула еврокубки, уступив право участия в плей-офф Лиги чемпионов дортмундской «Боруссии» и мадридскому «Реалу», в плей-офф Лиги Европы — амстердамскому «Аяксу». К первому поражению в Премьер-лиге, последовавшему 9 декабря 2012 года от «Манчестер Юнайтед» (2:3), «Сити» занимал вторую позицию, одержав 9 побед и 6 раз сыграв вничью. 26 декабря команда проиграла второй раз в турнире — 0:1 «Сандерленду», однако затем упрочила позиции, выдав серию побед, в том числе 13 января 2013 года над «Арсеналом» (2:0).
Незадолго до открытия зимнего трансферного окна руководство «Манчестер Сити» не стало продлевать контракт с вратарём Гуннаром Нильсеном и расторгло соглашение с полузащитником Майклом Джонсоном. В январе команду покинул форвард Марио Балотелли, перешедший в «Милан» за €20 млн на условиях выплаты данной суммы равными траншами по €4 млн в течение пяти лет.
Во второй половине сезона «Сити» исправно набирал очки в АПЛ, проиграв после Нового года лишь в четырёх матчах (поражение в заключительном туре от «Норвич Сити» уже не могло повлиять на распределение мест в турнирной таблице) и даже сумел отомстить «Манчестер Юнайтед» за поражение в первом круге, обыграв на «Олд Траффорд» команду сэра Алекса Фергюсона со счётом 2:1. Однако в итоге «горожане» так и остались вторыми, отстав от «Манчестер Юнайтед» на 11 очков.
Ещё большее разочарование постигло команду в Кубке Англии, где «Сити», обыграв в полуфинале «Челси», 11 мая в решающем матче уступил покинувшему Премьер-лигу «Уиган Атлетик», пропустив гол от вышедшего на 81-й минуте Бена Уотсона в самом конце игры. В итоге «Манчестер Сити» в сезоне 2012/13 остался без трофеев, что побудило руководство клуба уволить Роберто Манчини и практически весь его штаб. Временно исполняющим обязанности главного тренера был назначен помощник итальянского специалиста Брайан Кидд. После ухода из команды Манчини выкупил рекламную полосу в местной английской газете и попрощался с болельщиками, разместив короткое обращение «Три незабываемых года. Чао» на фоне коллажа, состоящего из заполненных трибун «Этихад», трёх выигранных трофеев и своей фотографии, а уходящий с поста главного тренера «Манчестер Юнайтед» сэр Алекс Фергюсон раскритиковал решение менеджмента «Сити»:

Думаю, Манчини можно было и не увольнять. Команда вышла в Лигу чемпионов, заняла второе место, а в прошлом году взяла чемпионство и Кубок Англии. Я был слегка удивлен, но если учесть поведение некоторых владельцев, всё соответствует действительности. Не думаю, что решение уволить Манчини было правильным.
— Сэр Алекс Фергюсон
Также в конце мая 2013 года руководство «Сити» огласило задачу на ближайшие годы. Исполнительный директор клуба Ферран Сориано заявил:

Убеждён, что следующий сезон будет гораздо успешнее нынешнего. Если планировать сейчас, то я сказал бы, что хочу выиграть пять трофеев за пять ближайших лет. Вполне возможно, что в следующем сезоне мы не выиграем ничего, а затем сразу два трофея.
— Ферран Сориано

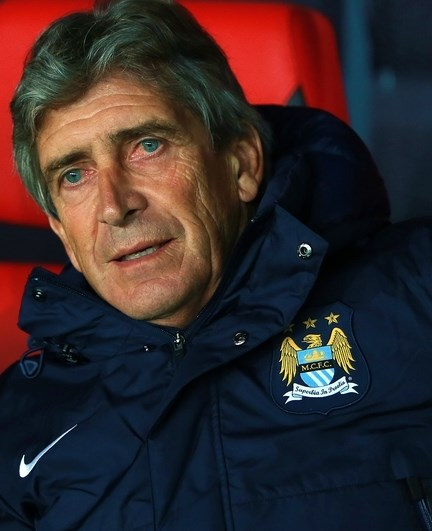
Мануэль Пеллегрини — главный тренер «Манчестер Сити» с июня 2013 года

14 июня 2013 года руководство «Манчестер Сити» подписало трёхлетний контракт с экс-наставником испанской «Малаги» 59-летним чилийцем Мануэлем Пеллегрини. По данным британских СМИ, его зарплата составила £3,4 млн в год. Приход нового тренера ознаменовался крупными трансферными сделками в летнее межсезонье. Команду покинули защитники Райан Макгиверн, Жереми Элан, Майкон, на правах свободных агентов Коло Туре и Уэйн Бридж, в аренду были отправлены Карим Рекик, Гарет Барри, Абдул Разак, по ходу сезона выкупленный у «горожан», Мохаммед Абу и Скотт Синклер. Также сменили клуб полузащитник Омар Элабделлауи, нападающий Карлос Тевес, за которого итальянский «Ювентус» заплатил €9 млн, и получившие статус свободных агентов форварды Роке Санта Крус и сын Роберто Манчини, Филиппо. В тот же период «Сити» совершил несколько громких приобретений, подписав контракты с 32-летним аргентинским центральным защитником мадридского «Атлетико» Мартином Демичелисом, полузащитником Фернандиньо, перешедшим из украинского «Шахтёра» за €40 млн, нападающим «Фиорентины» Стеваном Йоветичем, купленным за €25 млн, и двумя атакующими футболистами «Севильи» и сборной Испании Хесусом Навасом и Альваро Негредо.
Мануэль Пеллегрини начал свой путь в «Сити» с двух поражений в рамках южноафриканского предсезонного турне: 14 июля 2013 года команда со счётом 2:0 была обыграна клубом «Суперспорт Юнайтед» из Претории, а 18 июля — дурбанским «АмаЗулу» с разницей в один мяч — 2:1. Единственный гол за горожан забил Джеймс Милнер, сравнявший счёт на 26-й минуте. Игрой «Сити» руководили помощники Пеллегрини, тогда как сам чилиец незадолго до матча вылетел на родину для решения личных вопросов.
Первый, неофициальный, трофей с «Манчестер Сити» — Barclays Asia Trophy — Пеллегрини выиграл 27 июля в Гонконге. Оба матча — полуфинальный против «Саут Чайна» и финальный с «Сандерлендом» — закончились победой с минимальным счётом в пользу клуба из Манчестера. В обеих встречах по голу забил Эдин Джеко.
В следующем международном клубном турнире, Audi Cup, проходившем в Мюнхене, «Сити» занял второе место. В полуфинале против «Милана» команда Пеллегрини благодаря мячам Давида Сильвы, Майки Ричардса, Александара Коларова и дублю Эдина Джеко к 36-й минуте вела 5:0, однако до конца первого тайма успела пропустить три гола. Одержав победу со счётом 5:3, «Манчестер Сити» вышел в финал, где уступил «Баварии» 1:2, по ходу матча ведя в счёте после мяча, забитого на 61-й минуте Альваро Негредо.
Первый официальный матч в качестве главного тренера «Сити» Пеллегрини провёл в рамках 1-го тура английской Премьер-лиги против «Ньюкасла» 19 августа. На 6-й минуте счёт открыл Давид Сильва, на 22-й удвоил Серхио Агуэро, во втором тайме по голу забили Яя Туре и Самир Насри. Подводя итог крупной победы, Пеллегрини заявил:

Я действительно очень счастлив этой победе. Радость вызывает не только выигрыш, но и игра моих подопечных. Для меня важны обе эти составляющие. Игроки наслаждались своей игрой. Мы показали агрессивную манеру поведения без мяча, а это очень важно для атакующей команды.
— Мануэль Пеллегрини

Предыдущая эмблема клуба

Несмотря на уверенную игру в 1-м туре чемпионата, уже в следующем матче «Манчестер Сити» потерпел первое поражение в официальном сезоне — 25 августа команда в гостевой встрече с новичком Премьер-лиги «Кардифф Сити» уступила со счётом 2:3, причём до 92-й минуты проигрывала в два мяча.
К манкунианскому дерби, состоявшемуся в 5-м туре, «Сити» подошёл на 4-м месте в турнирной таблице. Несмотря на нулевую ничью в предыдущей игре со «Сток Сити» и критику в адрес Пеллегрини, 22 сентября команда разгромила принципиального соперника со счётом 4:1. Дублем отметился Серхио Агуэро, по мячу забили Яя Туре и Самир Насри, и лишь на 87-й минуте гол престижа смог провести Уэйн Руни.
В Лиге чемпионов команда Пеллегрини попала в одну группу с «Баварией», ЦСКА и «Викторией Пльзень». Первый матч «Сити» в еврокубковом турнире окончился победой «горожан» над чешским клубом со счётом 3:0, однако домашний поединок с обладателями трофея мюнхенцами завершился поражением 1:3. Единственный гол при счёте 0:3 в составе «горожан» на 79-й минуте забил Альваро Негредо. Судьбу выхода в плей-офф Лиги чемпионов — первого в истории команды — решили сдвоенные матчи 3-го и 4-го туров против ЦСКА. В московской игре счёт на 32-й минуте открыл «армеец» Зоран Тошич, но уже через две минуты равновесие восстановил Серхио Агуэро. На 42-й минуте он же вывел англичан вперёд, и счёт 2:1 в пользу «Сити» сохранился до конца игры. В домашнем поединке с российским клубом, закончившемся со счётом 5:2, на хет-трик Негредо и дубль Агуэро москвичи ответили лишь двумя голами Сейду Думбия.
15 марта 2016 года «Манчестер Сити», сыграв нулевую ничью с киевским «Динамо», впервые вышел в четвертьфинал Лиги чемпионов, где встретился с «Пари Сен-Жермен». Первый матч в Париже завершился вничью 2:2. Дома «Манчестер Сити» уверенно переиграл ПСЖ со счётом 1:0; гол забил Де Брёйне. «Сити» вышел на будущего победителя турнира «Реал Мадрид». Первый матч дома на стадионе «Этихад» завершился вничью 0:0. Второй матч на стадионе «Сантьяго Бернабеу» «Реал» выиграл со счётом 1:0 (автогол Фернандо на 26-й минуте), тем самым закончив выступление «Манчестер Сити» в Лиге чемпионов сезона 2015/2016 на стадии полуфинала.

### Эпоха Пепа Гвардиолы (с 2016)

#### Назначение и сезон без титулов (2016—2017)
1 февраля 2016 года «Манчестер Сити» объявил о подписании трёхлетнего контракта с испанцем Пепом Гвардиолой с зарплатой 20 миллионов евро в год. Испанец официально возглавил клуб 1 июля 2016 года. Летом клуб подписал несколько важных контрактов, включая полузащитников Илкая Гюндогана из дортмундской «Боруссии» и Нолито из «Сельты», нападающего Лероя Зане из «Шальке 04» и защитника Джона Стоунза из «Эвертона». Он также неоднозначно заменил вратаря Джо Харта на Клаудио Браво из «Барселоны»; после того, как Харт не смог впечатлить Гвардиолу на предсезонке, он был отдан в аренду в «Торино» до конца трансферного окна и больше не появлялся в составе клуба.
Первый предсезонный матч Гвардиолы «Манчестер Сити» проиграл мюнхенской «Баварии» со счётом 0:1. 13 августа 2016 года в первом официальном матче под его руководством «горожане» со счётом 2:1 одержали победу над «Сандерлендом». 10 сентября Гвардиола одержал победу в первом для себя манчестерском дерби, обыграв 2:1 «Манчестер Юнайтед»; это была также его шестая победа над своим «соперником» Жозе Моуринью. К концу сентября Гвардиола выиграл все свои первые десять матчей во главе «Сити», а его команда возглавила турнирную таблицу Премьер-лиги, имея преимущество в четыре очка над занимающим второе место «Тоттенхэм Хотспур». Хотя затем он потерпел первое поражение в качестве тренера клуба, проиграв «Тоттенхэму» со счётом 0:2, перед международным перерывом его команда сохранила преимущество в одно очко в турнирной таблице.
После перерыва форма команды ухудшилась; домашняя ничья с «Саутгемптоном» 23 октября 2016 года означала, что Гвардиола сравнял свой рекорд по количеству матчей без побед. Неудачное выступление «Сити» продолжилось в Кубке Футбольной лиги, из которого он выбыл после поражения 0:1 от «Манчестер Юнайтед». Это был шестой матч испанского специалиста без побед во всех турнирах, что стало худшим результатом в его карьере тренера. 15 января 2017 года «Манчестер Сити» проиграл «Эвертону» со счётом 0:4; это было самое крупное поражение Гвардиолы в истории его руководства во внутренних чемпионатах. «Сити» выбыл в последнем 16-м туре Лиги чемпионов, проиграв «Монако» в гостях после суммарной ничьей 6:6.
После поражения от «Арсенала» в полуфинале Кубка Англии Гвардиола закончил сезон без трофея — впервые в своей карьере тренера. На фоне нецензурных криков о том, что его называют «одним из крупнейших мошенников», Пеп Гвардиола заявил, что роль тренера в «Сити» «может стать его последней командой» в качестве тренера, и заявил, что не выиграть ни одного трофея из четырёх, доступных «Сити», — это «провал». Однако он выразил желание улучшить ситуацию в следующем сезоне.

#### Первый титул Премьер-лиги (2017—2018)
В летнее трансферное окно 2017 года Гвардиола определил оборонительные позиции, которые требовали усиления для «Сити», чтобы побороться за титул чемпиона, особенно на позициях вратаря и защитника. Из-за неудач Браво в предыдущем сезоне новым основным вратарём был назначен Эдерсон. Также были подписаны фланговые защитники Бенжамен Менди и Кайл Уокер, при этом были выведены из состава все нынешние возрастные защитники клуба: Александар Коларов, Гаэль Клиши, Бакари Санья и Пабло Сабалета. Кроме того, Бернарду Силва и Данило были приобретены у «Монако» и мадридского «Реала» соответственно.

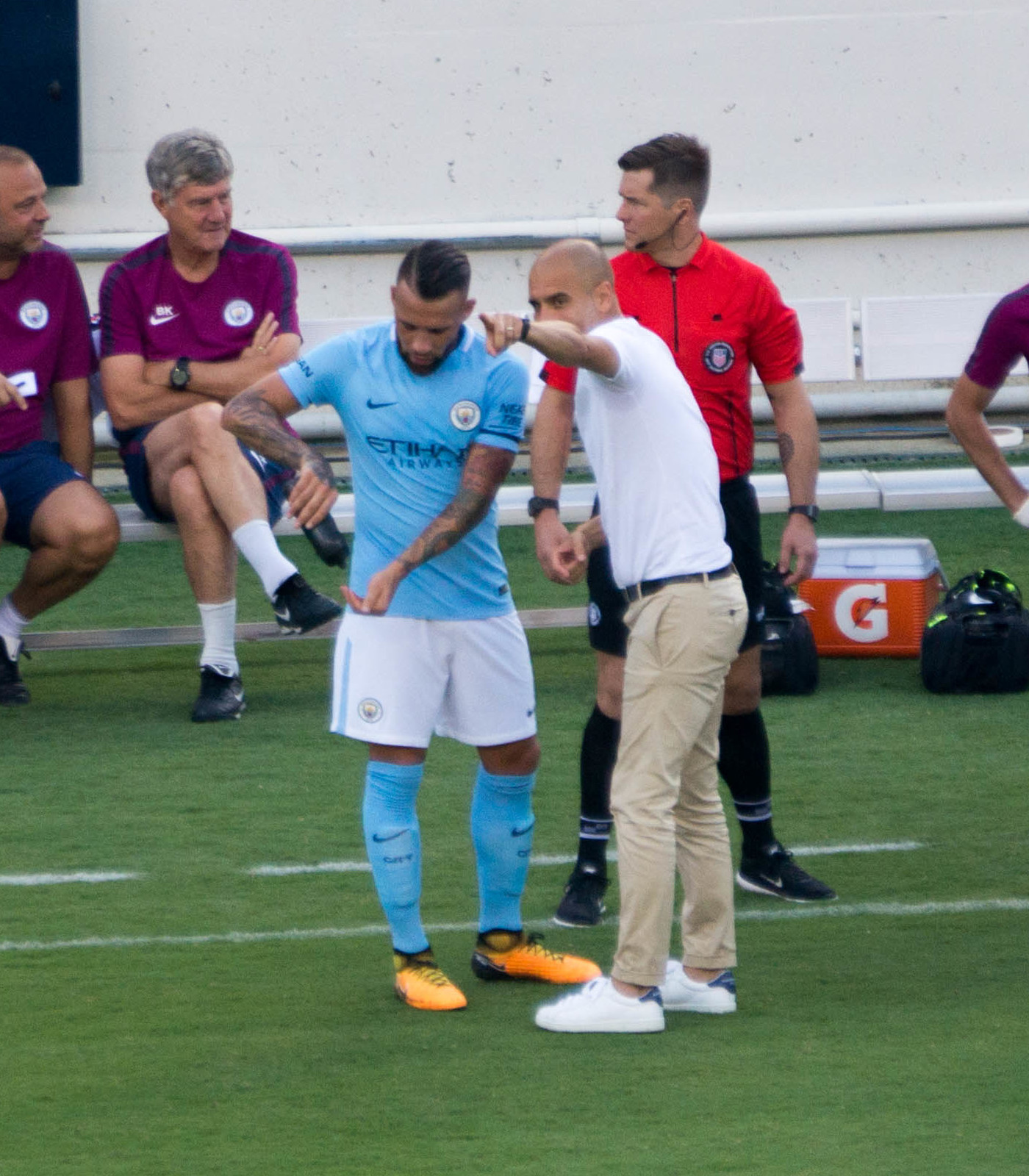
Пеп Гвардиола даёт указания Николасу Отаменди во время товарищеского матча против «Тоттенхэм Хотспур» в 2017 году

25 февраля 2018 года «Сити» обыграл «Арсенал» со счётом 3:0 и выиграл Кубок футбольной лиги, что стало первым трофеем Гвардиолы в Манчестере. В марте он был подвергнут санкциям Футбольной ассоциации за ношение жёлтой ленты во время матчей Премьер-лиги — ленты, используемой для призыва к освобождению политиков и активистов, находящихся под судом в результате процесса суверенитета Каталонии, некоторые из которых находились в предварительном заключении. 15 апреля «Сити» был признан чемпионом Англии после поражения «Манчестер Юнайтед» со счётом 0:1 от «Вест Бромвич Альбион». Закончив сезон с рекордными 100 очками, тренер подписал новый контракт с «Сити» до 2021 года.

#### Полное доминирование и очередные титулы (2018—2019)
Во время третьего сезона Гвардиолы в качестве тренера, «голубые» подписали Рияда Махреза из «Лестер Сити» за 60 миллионов евро. 5 августа «Сити» начал сезон с победы 2:0 над обладателями Кубка Англии «Челси» и выиграл Суперкубок Англии 2018 года.
24 февраля 2019 года «горожане» сыграли с «Челси» в финале Кубка футбольной лиги, который состоялся на стадионе «Уэмбли». Игра закончилась со счётом 0:0 после дополнительного времени, но «Манчестер Сити» выиграл 4:3 по пенальти и второй год подряд сохранил трофей. 9 апреля «Сити» встретился с «Тоттенхэм Хотспур» в первом матче четвертьфинала Лиги чемпионов, который проходил на новом стадионе «Тоттенхэма». Игра закончилась поражением «Сити» со счётом 0:1. Второй матч состоялся на стадионе «Этихад» 17 апреля, где команда Гвардиолы победила «шпор» со счётом 4:3, причём пятый гол «Сити» на последней минуте был отменён. Из-за того, что общий счёт был ничейным 4:4, «Тоттенхэм» прошёл в полуфинал по голам на выезде. 12 мая Гвардиола завоевал второй подряд титул чемпиона Англии.
«Небесно-голубые» набрали 98 очков, на одно очко опередив «Ливерпуль», после победы со счётом 4:1 над «Брайтон энд Хоув Альбион» в заключительном матче сезона. 18 мая «Сити» обыграл «Уотфорд» со счётом 6:0 в финале Кубка Англии, став первой в истории мужской командой Англии, выигравшей внутренний требл.

#### Победа в Кубке футбольной лиги и серебро чемпионата (2019—2020)
Во время летнего трансферного окна «голубые» совершили два крупных приобретения: защитника Жуана Канселу из «Ювентуса» за 27,4 млн евро плюс Данило и полузащитника Родри из мадридского «Атлетико» за 62,8 млн евро, что стало клубным рекордом. Эти приобретения означали, что стоимость состава «Сити» превысила €1 млрд, став первым футбольным клубом в мире, которому удалось добиться состава с такой стоимостью. «Сити» начал сезон 4 августа с победы над «Ливерпулем» со счётом 5:4 по пенальти и второй год подряд выиграл Суперкубок Англии. Во время матча Пеп Гвардиола стал первым тренером Премьер-лиги, получившим жёлтую карточку от судьи. 1 марта 2020 года «Манчестер Сити» победил «Астон Виллу» со счётом 2:1 в финале Кубка футбольной лиги, завоевав для Гвардиолы и «Сити» третий подряд Кубок лиги. В Премьер-лиге 2019/20 «Манчестер Сити» занял 2-е место, отстав от чемпиона «Ливерпуля» на 18 очков. После победы над мадридским «Реалом» в 1/8 финала Лиги чемпионов 2019/20, «горожане» встретились с «Лионом» в одиночном четвертьфинале 15 августа 2020 года. «Сити» проиграл матч со счётом 1:3, таким образом, выбыв в четвертьфинале третий сезон подряд.

#### Четыре чемпионства подряд и «требл» (2020—2025)
Летом 2020 года Гвардиола укрепил оборону, подписав Рубена Диаша из «Бенфики» и Натана Аке из «Борнмута»; он также пополнил атакующую линию, подписав Феррана Торреса из «Валенсии». В этом сезоне оборона «Сити» значительно улучшилась: Диаш и Стоунз сформировали связку центральных защитников, которые пропустили всего один гол в двенадцати проведённых вместе матчах. 10 февраля 2021 года после победы 3:1 над «Суонси Сити» в Кубке Англии «горожане» побили рекорд самой длинной победной серии в истории английского футбола: «Сити» одержал пятнадцать побед подряд во всех турнирах. 19 апреля 2021 года было объявлено о том, что «Манчестер Сити» в числе 12 европейских клубов стал учредителем Суперлиги. Но из-за недовольства спортивных функционеров и фанатов уже на следующий день «Манчестер Сити» официально заявил, что выходит из Европейской Суперлиги. 25 апреля Гвардиола выиграл свой четвёртый Кубок футбольной лиги, победив в финале «Тоттенхэм» со счётом 1:0. 4 мая испанский тренер вывел «Сити» в свой первый финал Лиги чемпионов, обыграв в полуфинале «Пари Сен-Жермен» со счётом 4:1. 11 мая «небесно-голубые» выиграли титул чемпиона Премьер-лиги после того, как «Манчестер Юнайтед» проиграл дома «Лестер Сити». 29 мая в финале Лиги чемпионов «Манчестер Сити» уступил «Челси» со счётом 0:1. После матча Пеп Гвардиола подвергся критике за выбор состава за отсутствие в нём полузащитника оборонительного плана. Главный тренер «синих» Томас Тухель также признался, что был удивлён, не увидев полузащитника Фернандиньо в стартовом составе «Сити». Гвардиола оправдал выход Илкая Гюндогана в обороне, ссылаясь на его прошлый опыт игры в обороне и способность находить полузащитников между компактными оборонительными линиями.

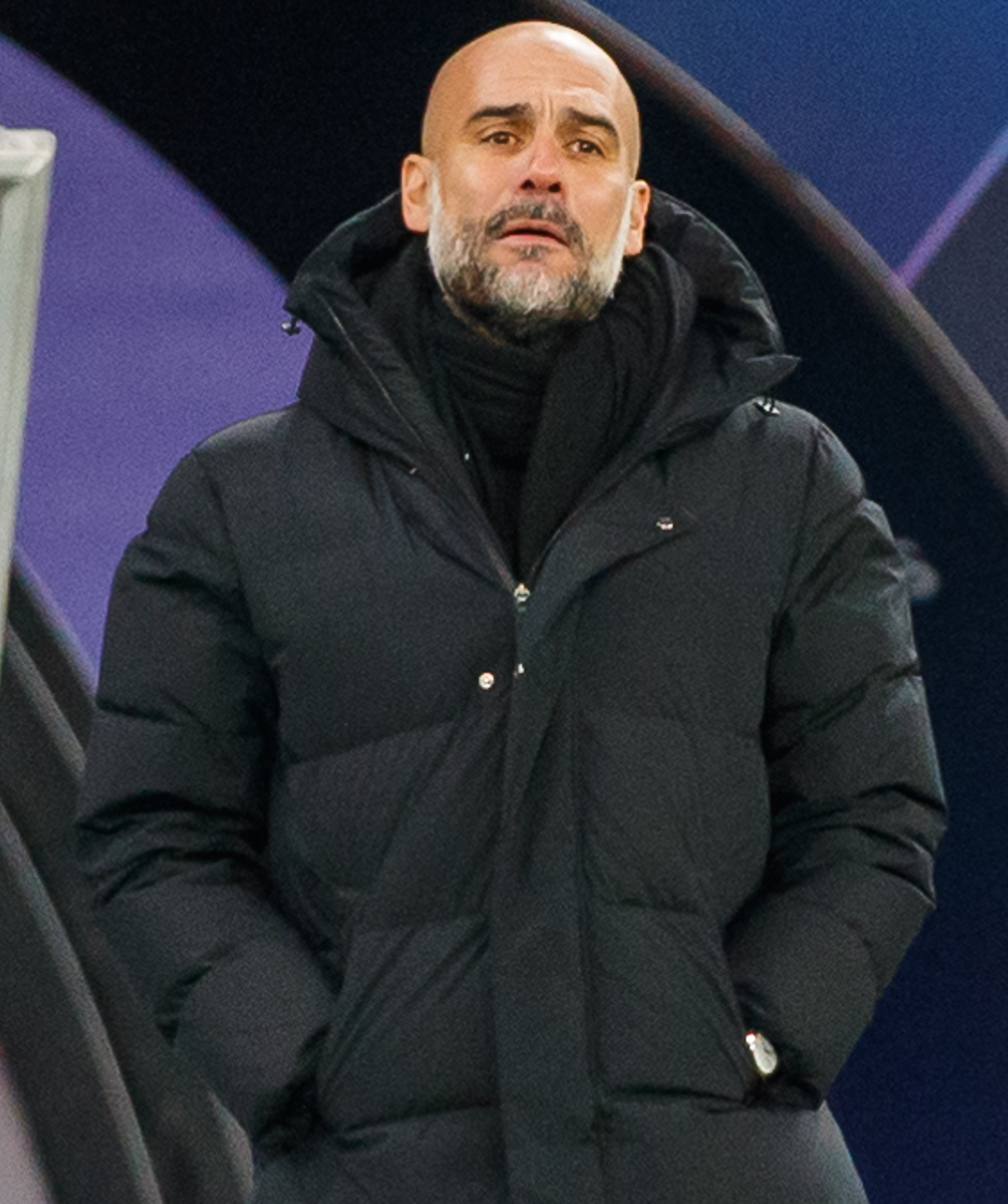
Пеп Гвардиола — самый титулованный тренер в истории клуба

В сезоне 2022/23 «горожане» во второй раз вышли в финал Лиги чемпионов, обыграв в плей-офф «Лейпциг» (8:1), «Баварию» (4:1) и мадридский «Реал» (5:1). В финале, который состоялся 10 июня на Олимпийском стадионе Ататюрка в Стамбуле, они обыграли миланский «Интер» со счётом 1:0 и впервые завоевали Кубок чемпионов. «Сити», выиграв Премьер-лигу, Кубок Англии и Лигу чемпионов, стала второй английской командой после «Манчестер Юнайтед», которая завоевала «требл».
В сезоне 2023/24 «горожане» в четвёртый раз подряд завоевали титул АПЛ, тем самым став первым английским клубом с таким достижением.
Сезон 2024/2025 команда вновь начала в статусе фаворитов на победу в чемпионате, однако сразу начала испытывать сложности. В 10 туре лиги «Манчестер Сити» сенсационно проиграл «Борнмуту» со счётом 2:1. В следующем туре «горожане» уступили «Брайтону» с тем же счётом. 12 тур был ознаменован разгромом от «Тоттенхэма» (0:4). Принципиальная встреча с «Ливерпулем» также не принесла очков команде Пепа Гвардиолы — матч закончился победой «мерсисайдцев» со счётом 2:0. Спад «Сити» ощутился и в Лиге чемпионов, впервые проводимой по новому формату. В 4 туре лигового этапа клуб разгромно проиграл «Спортингу» Рубена Аморима со счётом 4:1. В 5 туре «Манчестер Сити» сыграл вничью с «Фейеноордом», упустив преимущество в 3 мяча в самой концовке встречи. После поражений в матчах с «Ювентусом» (2:0) и «Пари Сен-Жермен» (4:2) «горожане» оказались в зоне вылета. Таким образом, в январе 2025 года команда Гвардиолы не находилась в топ-4 чемпионата Англии и значилась на 25 строчке в Лиге чемпионов. Одержав волевую победу над «Брюгге» со счётом 3:1 в последнем туре лигового этапа, «Ман Сити» гарантировал себе участие в стыковых матчах Лиги чемпионов. В стыках команду Гвардиолы обыграл мадридский «Реал» с суммарным счётом 3:6 (2:3, 3:1).
17 мая 2025 года команда проиграла финал Кубка Англии 2024/25 против «Кристал Пэлас» со счётом 1:0.

## Цвета и форма
Домашние цвета «Манчестер Сити» — небесно-голубой и белый. Традиционные цвета выездной формы были либо тёмно-бордовыми, либо (с 1960-х годов) красными и чёрными; однако в последние годы было использовано несколько разных цветов. Происхождение домашних цветов клуба неясно, но есть доказательства того, что клуб носил синий цвет с 1892 года или ранее. Брошюра, озаглавленная известных футбольных клубов — «Манчестер Сити» опубликовал в 1940-х годах свидетельствует о том, что Вест Гортон (Святой Marks) первоначально играли в алом и чёрном, и отчёты, датируемые 1884 годом, описывают команду, одетую в чёрные трикотажные изделия с белым крестом, показывая происхождение клуба как церковной стороны. Красный и чёрный цвета, используемые нечасто, но периодически поступают от бывшего помощника менеджера Малкольма Эллисона, который считал, что принятие цветов итальянского Милана вдохновит команду на славу. Теория Эллисон сработала: «Сити» выиграл Кубок Англии 1969 года, Кубок Лиги 1970 года и Кубок обладателей кубков Европы 1970 года в красно-чёрных полосах, в отличие от домашнего небесно-голубого набора клуба .
Сити ранее носил три других значка на своих рубашках, до их текущего значка, который был реализован в 2016 году. Первый, введённый в 1970 году, был основан на проектах, которые использовались в официальной клубной документации с середины 1960-х годов. Он состоял из круглого значка, который использовал тот же щит, что и текущий значок, внутри круга с названием клуба. В 1972 году это было заменено вариацией, которая заменила нижнюю половину щита красной розой Ланкашира.
В тех случаях, когда «Манчестер Сити» играл в финале крупного Кубка, клуб носил рубашки с гербом города Манчестер, как символ гордости за представление города на крупном мероприятии. Эта практика возникла в то время, когда на футболках игроков обычно не было никаких значков. Клуб с тех пор отказался от практики; для финала Кубка Англии 2011 года, его первого в 21-м веке, город использовал обычный значок со специальной легендой, но герб Манчестера был включён в качестве небольшого монохромного логотипа в номера на спине рубашек игроков.

Команда в традиционных цветах «Манчестер Сити»

В 1997 году был принят новый значок клуба, поскольку предыдущий значок не подлежал регистрации в качестве товарного знака. Этот значок был основан на гербе города Манчестера, и состоит из щита перед Золотым орлом. Орёл является старым геральдическим символом города Манчестер; Золотой орёл был добавлен к значку города в 1958 году (но с тех пор был удалён), представляя растущую авиационную промышленность. На щите изображён корабль в верхней половине, представляющий Манчестерский корабельный канал, а три диагональные полосы в нижней половине символизируют три реки города — Эруэлл, Ирк и Медлок. Нижняя часть значка имеет девиз «Superbia in Proelio», что переводится как" гордость в бою " на латыни. Над Орлом и щитом расположены три звезды, которые являются чисто декоративными.
15 октября 2015 года, после нескольких лет критики со стороны болельщиков по поводу дизайна значка 1997 года, клуб объявил, что они намерены провести консультацию болельщиков о том, следует ли игнорировать значок клуба и создать новый дизайн. После консультации, в конце ноября 2015 года клуб объявил что текущая эмблема будет заменён новой версией, которая будет разработана в старом стиле, круговые варианты. Дизайн, претендующий на новый значок, был непреднамеренно просочился за два дня до официального открытия 26 декабря 2015 года IPO, когда дизайн был зарегистрирован 22 декабря. Новая эмблема была официально представлена на домашнем матче клуба 26 декабря против «Сандерленда».

## Стадион

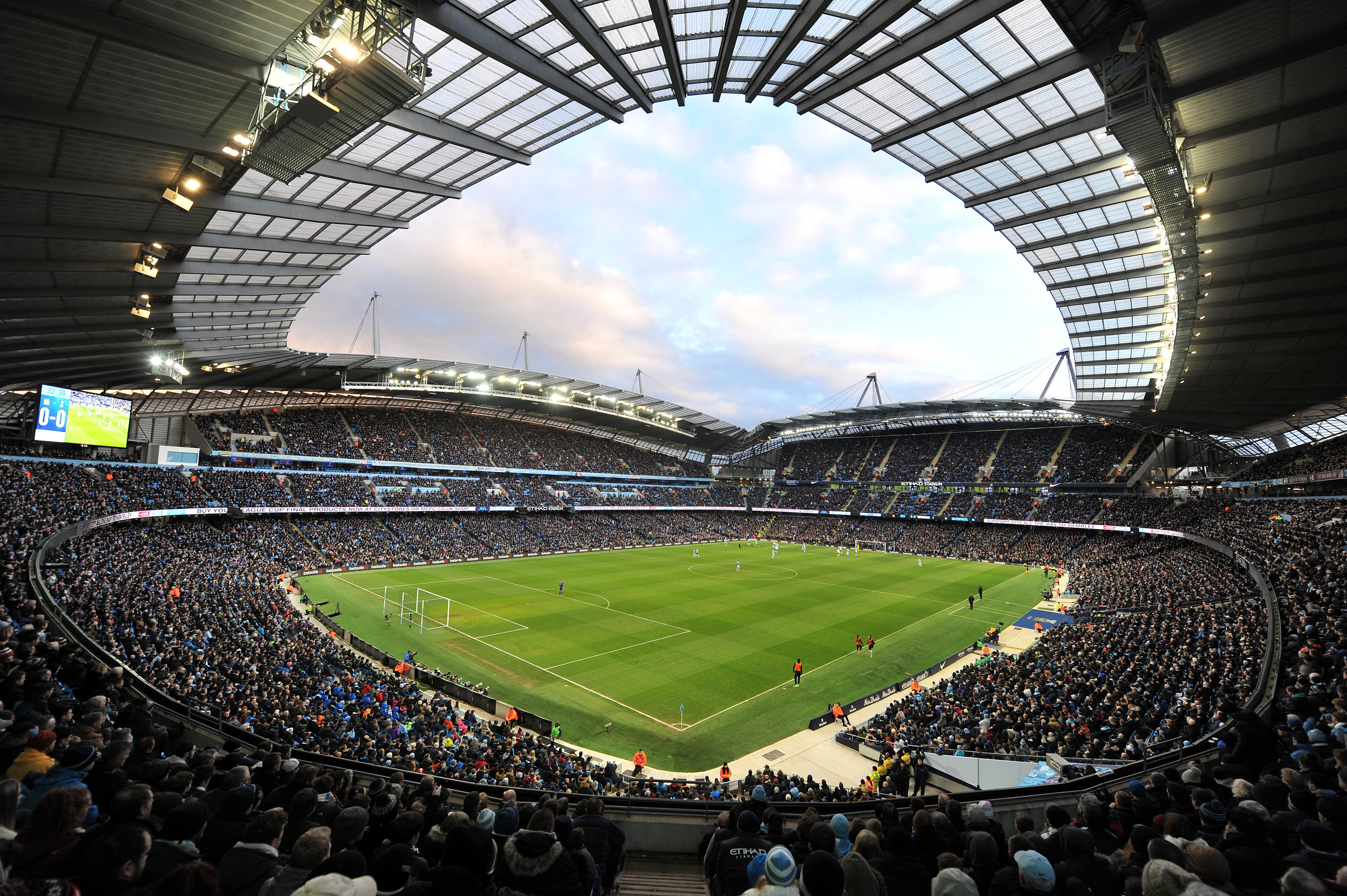
Внутри стадиона «Этихад»

Стадион «Сити оф Манчестер» в Восточном Манчестере, с 2011 года известный как «Этихад», находится в 200-летней аренде у городского совета Манчестера. С конца сезона 2002/03 он является домашним стадионом «Сити», когда клуб переехал из «Мейн Роуд». Перед переездом «Манчестер Сити» потратил более 30 млн фунтов стерлингов на его использование. Первой игрой «Манчестер Сити» на новом стадионе стал товарищеский матч против «Барселоны». В январе 2014 года была начата реконструкция, по окончании которой стадион стал вмещать 55 000 зрителей.
С 1880 по 1887 год «Сити» проводил домашние матчи на пяти разных стадионах. Вскоре клуб начал выступать на стадионе «Хайд Роуд», который был домашней ареной «Сити» в течение 36 лет. В 1920 году в результате пожара стадион был уничтожен, и три года спустя клуб переехал на «Мейн Роуд», который вмещал 84 000 зрителей. 3 марта 1934 года на стадионе собралось 84 569 зрителей в матче Кубка Англии со «Сток Сити». Хотя «Мейн Роуд» на протяжении восьмидесяти лет несколько раз перестраивали, к 1995 году его вместимость была снижена до 32 000, что побудило руководство клуба начать поиски нового стадиона. В итоге клуб в 2003 году переехал на стадион «Сити оф Манчестер».

## Финансы
В сезоне 2009/10 клуб находился на пятом месте по объёму выручки в Англии и на 11 по всему миру, с доходом €144 млн в соответствии с рейтингом Deloitte. Последний годовой финансовый отчёт клуба показал увеличение доходов на 40 % до €144 млн. Клуб понёс убытки в размере £121 млн. Руководство клуба отметило, что крупные инвестиции на новых игроков и модернизация объектов создало потери, в результате которого руководство клуба предполагает сократить инвестиции в ближайшие годы.
По состоянию на сентябрь 2009 года клуб полностью принадлежит шейху Мансуру, одному из богатейших людей британского футбола, личное состояние Мансура на 2010 год оценивалась в £20 млрд. С момента вступления в должность, Мансур из личных средств погасил имевшиеся долги клуба в размере 305 млн фунтов стерлинга . На 2012 год кредиторская задолженность выросла на $25,7 млн и составила $94,5 млн. Денежные средства и их эквиваленты уменьшились с 49 млн до 20,4 млн, а кредиторская задолженность составила 32,4 млн, из которых 30,6 млн — долгосрочные обязательства.
Клуб понёс убытки в 92,5 млн фунтов стерлингов за 2009 финансовый год, по сравнению с 32,5 млн фунтами стерлингов в мае 2008 года. Убытки «Сити» за финансовый 2011/12 год составили $158,5 млн. За сезон 2011/12 сумма инвестиций в новых игроков равнялась 146,4 млн. По сравнению с предыдущими периодами они уменьшились: 235,4 млн в 2009/10 и 267,3 млн в 2010/11.
Согласно ежегодному отчёту Deloitte Football Finance, «Манчестер Сити» потратил на зарплаты своим игрокам, тренерам и другим штатным сотрудникам в сезоне 2010/11 114 % от своей выручки (£174 млн), что является вторым результатом в АПЛ после «Челси», потратившего за этот же период £191 млн. На третьем месте — «Манчестер Юнайтед» с показателем в £153 млн.
По итогам сезона 2011/12 доход «Манчестер Сити» от продажи прав на телетрансляции составил рекордные в истории Премьер-лиги £60,6 млн.
| Сезон   | Доход      | Изм. с предыдущим годом | Deloitte |
| ------- | ---------- | ----------------------- | -------- |
| 2004/05 | €90.1 млн  | ▬                       | 17▬      |
| 2005/06 | €89.4 млн  | ▼€0.7 млн               | 17▬      |
| 2006/07 | €84.6 млн  | ▼€4.8 млн               | N/A      |
| 2007/08 | €104 млн   | ▲€19.4 млн              | 20▲      |
| 2008/09 | €101.2 млн | ▼€2.8 млн               | 19▲      |
| 2009/10 | €144 млн   | ▲€42.8 млн              | 11▲      |
| 2010/11 | €168 млн   | ▲€24 млн                | 12▼      |
| 2011/12 | €285.6 млн | ▲€117.6 млн             | 7▲       |
| 2012/13 | €316.2 млн | ▲€30.6 млн              | 6▲       |
| 2013/14 | €416.5 млн | ▲€99.7 млн              | 6▬       |
| 2014/15 | €463.5 млн | ▲€47 млн                | 6▬       |
| 2015/16 | €524.9 млн | ▲€61.4 млн              | 5▲       |
| 2016/17 | €527.7 млн | ▲€2.8 млн               | 5▬       |
| 2017/18 | €568.4 млн | ▲€40.7 млн              | 5▬       |
| 2018/19 | €610.6 млн | ▲€42.2 млн              | 6▼       |
| 2019/20 | €549.2 млн | ▼€61.4 млн              | 6▬       |
| 2020/21 | €644.9 млн | ▲€95.7 млн              | 1▲       |
| 2021/22 | €731 млн   | ▲€86.1 млн              | 1▬       |
| 2022/23 | €825.9 млн | ▲€94.9 млн              | 2▼       |

### Спонсоры

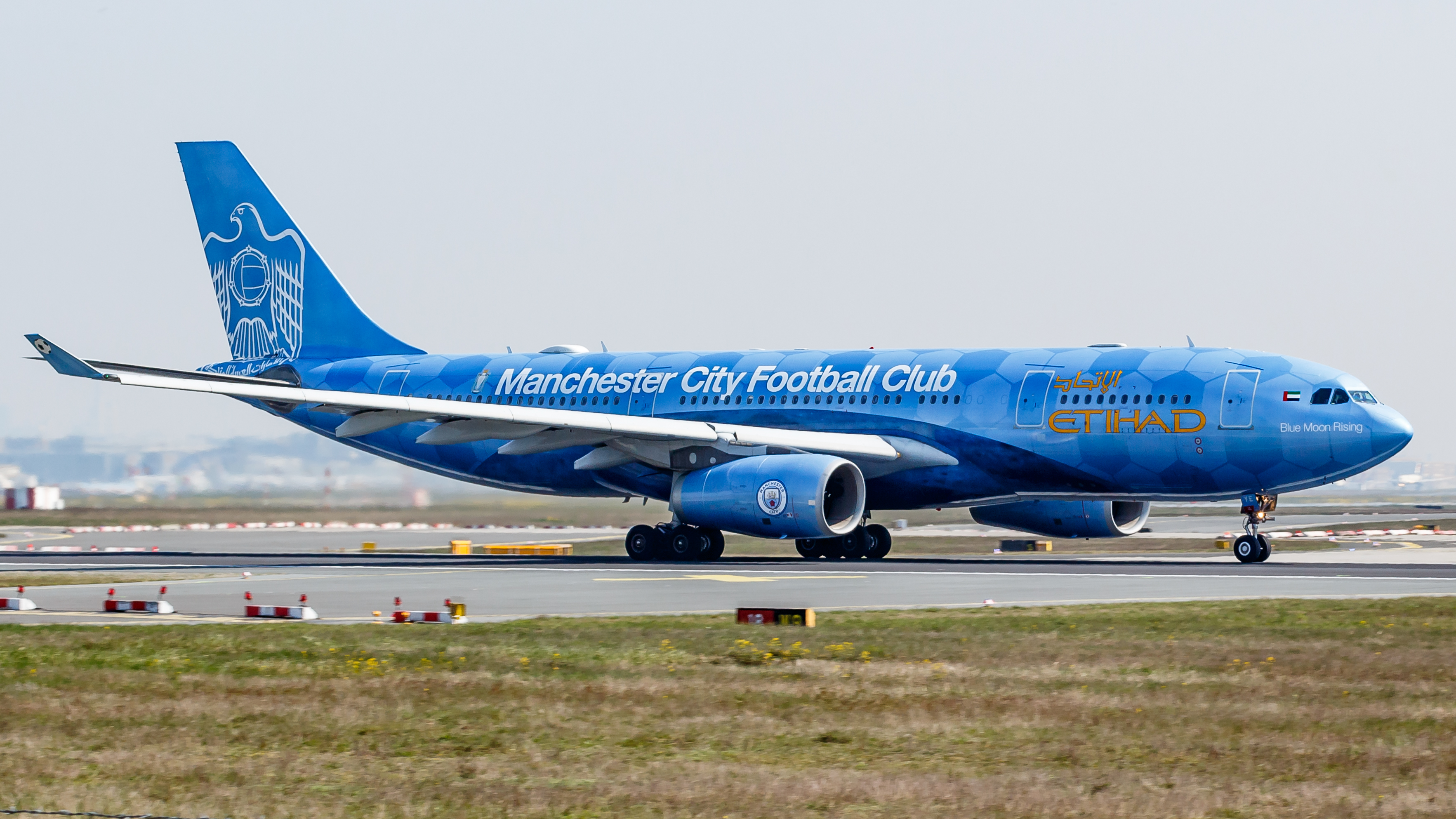
«Etihad Airways» — официальный авиаперевозчик клуба

| Периоды    | Поставщик формы | Титульный спонсор |
| ---------- | --------------- | ----------------- |
| 1974—1982  | Umbro           | без спонсора      |
| 1982—1984  | Umbro           | Saab              |
| 1984—1987  | Umbro           | Philips           |
| 1987—1997  | Umbro           | Brother           |
| 1997—1999  | Kappa           | Brother           |
| 1999—2002  | Le Coq Sportif  | Eidos             |
| 2002—2003  | Le Coq Sportif  | First Advice      |
| 2003—2004  | Reebok          | First Advice      |
| 2004—2007  | Reebok          | Thomas Cook       |
| 2007—2009  | Le Coq Sportif  | Thomas Cook       |
| 2009—2013  | Umbro           | Etihad Airways    |
| 2013—2019  | Nike            | Etihad Airways    |
| 2019—н. в. | Puma            | Etihad Airways    |

## Основной состав
| 1  | Англия         | Вр  | Джеймс Траффорд   | 2002 |  |  |  |  |  |
| 13 | Англия         | Вр  | Маркус Беттинелли | 1992 |  |  |  |  |  |
| 18 | Германия       | Вр  | Штефан Ортега     | 1992 |  |  |  |  |  |
| 31 | Бразилия       | Вр  | Эдерсон           | 1993 |  |  |  |  |  |
|    |                |     |                   |      |  |  |  |  |  |
| 3  | Португалия     | Защ | Рубен Диаш        | 1997 |  |  |  |  |  |
| 5  | Англия         | Защ | Джон Стоунз       | 1994 |  |  |  |  |  |
| 6  | Нидерланды     | Защ | Натан Аке         | 1995 |  |  |  |  |  |
| 21 | Алжир          | Защ | Райан Аит-Нури    | 2001 |  |  |  |  |  |
| 24 | Хорватия       | Защ | Йошко Гвардиол    | 2002 |  |  |  |  |  |
| 25 | Флаг Швейцарии | Защ | Мануэль Аканджи   | 1995 |  |  |  |  |  |
| 45 | Узбекистан     | Защ | Абдукодир Хусанов | 2004 |  |  |  |  |  |
| 82 | Англия         | Защ | Рико Луис         | 2004 |  |  |  |  |  |
|    |                |     |                   |      |  |  |  |  |  |
| 4  | Нидерланды     | ПЗ  | Тиджани Рейндерс  | 1998 |  |  |  |  |  |
| 8  | Хорватия       | ПЗ  | Матео Ковачич     | 1994 |  |  |  |  |  |
| 11 | Бельгия        | ПЗ  | Жереми Доку       | 2002 |  |  |  |  |  |

| 14 | Испания    | ПЗ  | Нико Гонсалес    | 2002 |  |  |  |  |  |
| 16 | Испания    | ПЗ  | Родри            | 1996 |  |  |  |  |  |
| 19 | Германия   | ПЗ  | Илкай Гюндоган   | 1990 |  |  |  |  |  |
| 20 | Португалия | ПЗ  | Бернарду Силва   | 1994 |  |  |  |  |  |
| 26 | Бразилия   | ПЗ  | Савиньо          | 2004 |  |  |  |  |  |
| 27 | Португалия | ПЗ  | Матеус Нунес     | 1998 |  |  |  |  |  |
| 29 | Франция    | ПЗ  | Райан Шерки      | 2003 |  |  |  |  |  |
| 30 | Аргентина  | ПЗ  | Клаудио Эчеверри | 2006 |  |  |  |  |  |
| 44 | Англия     | ПЗ  | Калвин Филлипс   | 1995 |  |  |  |  |  |
| 47 | Англия     | ПЗ  | Фил Фоден        | 2000 |  |  |  |  |  |
| 52 | Норвегия   | ПЗ  | Оскар Бобб       | 2003 |  |  |  |  |  |
| 33 | Англия     | ПЗ  | Нико О’Райли     | 2005 |  |  |  |  |  |
| 87 | Англия     | ПЗ  | Джеймс Макати    | 2002 |  |  |  |  |  |
|    |            |     |                  |      |  |  |  |  |  |
| 7  | Египет     | Нап | Омар Мармуш      | 1999 |  |  |  |  |  |
| 9  | Норвегия   | Нап | Эрлинг Холанн    | 2000 |  |  |  |  |  |

### Игроки в аренде
| \| № \| \| Поз. \| Имя \| Год рождения \| \| - \| \| ---- \| -------------------------------------------------- \| ------------ \| \| \| \| Защ \| Джума Ба (в «Ницце» до конца сезона 2025/26) \| 2006 \| \| \| \| Защ \| Витор Рейс (в «Жироне» до конца сезона 2025/26) \| 2006 \| \| \| \| ПЗ \| Джек Грилиш (в «Эвертоне» до конца сезона 2025/26) \| 1995 \| |              |      |                                                    |              |
| № |              | Поз. | Имя                                                | Год рождения |
| | Сьерра-Леоне | Защ  | Джума Ба (в «Ницце» до конца сезона 2025/26)       | 2006         |
| | Бразилия     | Защ  | Витор Рейс (в «Жироне» до конца сезона 2025/26)    | 2006         |
| | Англия       | ПЗ   | Джек Грилиш (в «Эвертоне» до конца сезона 2025/26) | 1995         |

№ 23 закреплён за Марком-Вивьеном Фоэ

## Трансферы 2024/25

### Пришли
| Позиция | Игрок             | Прежний клуб         |
| ------- | ----------------- | -------------------- |
| Защ     | Абдукодир Хусанов | Ланс                 |
| ПЗ      | Савио             | Труа                 |
| ПЗ      | Илкай Гюндоган*** | Барселона            |
| ПЗ      | Омар Мармуш       | Айнтрахт (Франкфурт) |
| ПЗ      | Нико Гонсалес     | Порту                |

### Ушли
| Позиция | Игрок                | Новый клуб              |
| ------- | -------------------- | ----------------------- |
| Защ     | Серхио Гомес         | Реал Сосьедад           |
| Защ     | Иан Коуту*           | Боруссия (Дортмунд)     |
| Защ     | Жуан Канселу         | Аль-Хиляль (Эр-Рияд)    |
| Защ     | Тейлор Харвуд-Беллис | Саутгемптон             |
| ПЗ      | Томми Дойл           | Вулверхэмптон Уондерерс |
| ПЗ      | Калвин Филлипс*      | Ипсвич Таун             |
| ПЗ      | Максимо Перроне*     | Комо                    |
| Нап     | Хулиан Альварес      | Атлетико Мадрид         |
| ПЗ      | Кевин Де Брёйне      | Наполи                  |

## Официальные лица клуба

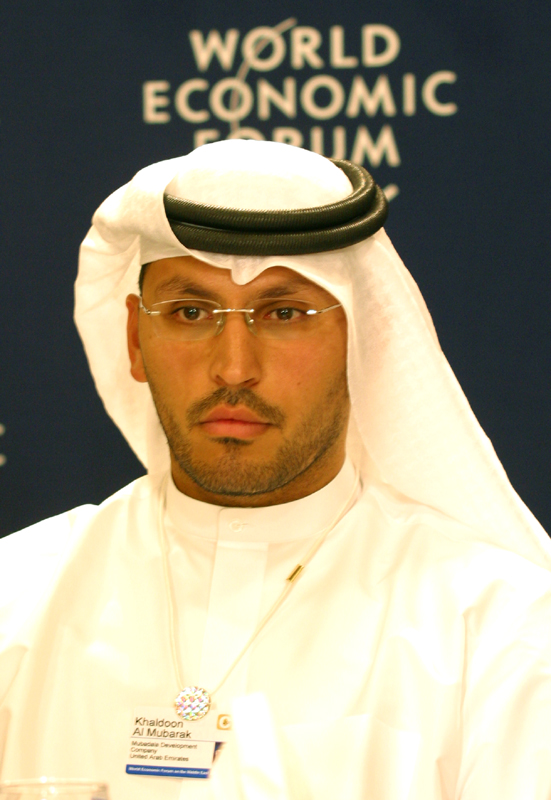
Халдун Аль Мубарак — Председатель совета директоров «Манчестер Сити»

### Совет директоров
| Должность    | Имя                 |
| ------------ | ------------------- |
| Председатель | Халдун Аль Мубарак  |
| Директор     | Саймон Пирс         |
| Директор     | Марти Эдельман      |
| Директор     | Мохаммед Аль Мазруи |
| Директор     | Джон Макбит         |
| Директор     | Альберто Галасси    |

### Корпоративный менеджмент
| Должность                          | Имя              |
| ---------------------------------- | ---------------- |
| Исполнительный директор            | Ферран Сориано   |
| Коммерческий директор              | Том Глик         |
| Спортивный директор                | Чики Бегиристайн |
| Директор оперативного департамента | Джон Уильямс     |
| Директор академии                  | Брайан Марвуд    |
| Технический директор CFG           | Родольфо Боррель |

### Тренерский штаб
| Должность                  | Имя                |
| -------------------------- | ------------------ |
| Главный тренер             | Хосеп Гвардиола    |
| Ассистент главного тренера | Хуан Мануэль Лильо |
| Ассистент главного тренера | Брайан Кидд        |
| Тренер вратарей            | Хаби Мансисидор    |
| Тренер по фитнесу          | Хосе Кабельо       |
| Главный тренер академии    | Джейсон Уилкокс    |

## Главные тренеры
Следующие главные тренеры выиграли хотя бы один крупный турнир с «Манчестер Сити»:
| Имя                | Период работы | Показатели | Показатели | Показатели | Показатели | Показатели | Выигранные турниры |
| Имя                | Период работы | М          | В          | Н          | П          | % побед    | Выигранные турниры |
| ------------------ | ------------- | ---------- | ---------- | ---------- | ---------- | ---------- | --- |
| Том Мали           | 1902—1906     | 150        | 89         | 22         | 39         | 59,33      | 1 Кубок Англии |
| Уилф Уайлд         | 1932—1946     | 352        | 158        | 71         | 123        | 44,89      | 1 чемпионский титул Первого дивизиона, 1 Кубок Англии |
| Лес Макдауэлл      | 1950—1963     | 592        | 220        | 127        | 245        | 37,16      | 1 Кубок Англии |
| Джо Мерсер         | 1965—1971     | 340        | 149        | 94         | 97         | 43,82      | 1 чемпионский титул Первого дивизиона, 1 титул Второго дивизиона, 1 Кубок Англии, 1 Кубок обладателей кубков, 1 Кубок Футбольной лиги                                |
| Тони Бук           | 1973—1980     | 269        | 114        | 75         | 80         | 42,38      | 1 Кубок Футбольной лиги |
| Роберто Манчини    | 2009—2013     | 191        | 113        | 38         | 40         | 59,16      | 1 чемпионский титул Премьер-лиги, 1 Кубок Англии |
| Мануэль Пеллегрини | 2013—2016     | 167        | 100        | 28         | 39         | 59,88      | 1 чемпионский титул Премьер-лиги, 2 Кубка Футбольной лиги |
| Пеп Гвардиола      | 2016—н. в.    | 471        | 343        | 66         | 62         | 72,82      | 6 чемпионских титулов Премьер-лиги, 2 Кубка Англии, 4 Кубка Футбольной лиги, 3 Суперкубка Англии, 1 Лига чемпионов УЕФА, 1 Суперкубок УЕФА, 1 Клубный чемпионат мира |

## Достижения

### Национальные
- Первый дивизион / Премьер-лига[309]
  - Чемпион (10): 1936/37, 1967/68, 2011/12, 2013/14, 2017/18, 2018/19, 2020/21, 2021/22, 2022/23, 2023/24
  - Вице-чемпион (6): 1903/04, 1920/21, 1976/77, 2012/13, 2014/15, 2019/20
- Кубок Англии
  - Обладатель (7): 1904, 1934, 1956, 1969, 2011, 2019, 2023
  - Финалист (7): 1926, 1933, 1955, 1981, 2013, 2024, 2025
- Кубок Английской футбольной лиги
  - Обладатель (8): 1970, 1976, 2014, 2016, 2018, 2019, 2020, 2021
  - Финалист: 1974
- Суперкубок Англии
  - Обладатель (7): 1937, 1968, 1972, 2012, 2018, 2019, 2024
- Кубок полноправных членов
  - Финалист: 1986

### Международные
- Лига чемпионов УЕФА
  - Победитель: 2022/23
  - Финалист: 2020/21
- Кубок обладателей кубков УЕФА
  - Победитель: 1970
- Суперкубок УЕФА
  - Обладатель: 2023
- Клубный чемпионат мира
  - Победитель: 2023

## Рекорды

### Командные
- Самая крупная победа в национальном чемпионате: 10:0— против «Дарвена» (18 февраля 1899 года)
- Самая крупная победа в Кубке Англии: 12:0 — против «Ливерпуль Стенли» (4 октября 1890 года)
- Самое крупное поражение в национальном чемпионате: 0:8 — против «Бертон Уондерерс» (26 декабря 1894 года), 0:8 — против «Вулверхэмптон Уондерерс» (23 декабря 1933 года), 1:9 — против «Эвертона» (3 сентября 1906 года), 2:10 — против «Смолл Хит» (17 марта 1893 года)
- Самое крупное поражение в Кубке Англии: 0:6 — против «Престон Норт Энд» (30 января 1897 года), 2:8 — против «Брэдфорд Парк Авеню» (30 января 1946 года)
- Наибольшее количество зрителей на домашнем матче: 84 569 против «Сток Сити» (3 марта 1934 года)
- Наибольшее количество очков в АПЛ, набранных по итогам сезона: 100, (сезон 2017/18)
- Первая команда в истории Англии, которой удалось выиграть все внутренние трофеи за один календарный год[310]
- Клуб, который стал всего лишь второй командой, сумевшей выиграть Кубок Английской футбольной лиги 4 раза подряд (после «Ливерпуля», 1981—1984)[311].
- «Манчестер Сити» — третья команда-победитель Премьер-лиги, выигравшая титул несмотря на то, что на Рождество отставала от лидера на восемь очков[312].
- Первая команда в истории Англии, которой удалось выиграть четыре раза подряд Премьер-лигу[22].

### Индивидуальные
- Наибольшее количество игр в национальном чемпионате: 564, Алан Оукс (1958—1976)
- Наибольшее количество игр во всех турнирах: 680, Алан Оукс (1958—1976)
- Наибольшее количество голов во всех турнирах: 260, Серхио Агуэро (2011—2021)
- Наибольшее количество голов за сезон: 52, Эрлинг Холанн (2022/2023)
- Самое дорогое приобретение: 119,5 млн, Джек Грилиш (из «Астон Виллы», 2021 год)
- Самая дорогая продажа: 75 млн, Хулиан Альварес (в «Атлетико Мадрид», 2024 год)[313]

### Лучшие бомбардиры (все соревнования)
Жирным шрифтом отмечены действующие игроки
| №  | Имя            | Голы | Матчи | Период              |
| -- | -------------- | ---- | ----- | ------------------- |
| 1  | Серхио Агуэро  | 260  | 390   | 2011—2021           |
| 2  | Эрик Брук      | 177  | 493   | 1928—1939           |
| 3  | Томми Джонсон  | 166  | 354   | 1919—1930           |
| 4  | Колин Белл     | 153  | 501   | 1966—1979           |
| 5  | Джо Хейз       | 152  | 364   | 1953—1965           |
| 6  | Билли Мередит  | 151  | 393   | 1894—1905 1921—1924 |
| 7  | Фрэнсис Ли     | 148  | 330   | 1967—1974           |
| 8  | Томми Брауэлл  | 139  | 247   | 1913—1926           |
| 9  | Билли Гиллеспи | 132  | 231   | 1897—1905           |
| 10 | Фред Тилсон    | 132  | 275   | 1928—1939           |

### Наибольшее количество матчей (все соревнования)
| №  | Имя            | Матчи | Голы | Период    |
| -- | -------------- | ----- | ---- | --------- |
| 1  | Алан Оукс      | 682   | 33   | 1958—1976 |
| 2  | Джо Корриган   | 603   | 0    | 1967—1983 |
| 3  | Майк Дойл      | 570   | 41   | 1964—1978 |
| 4  | Берт Траутманн | 545   | 0    | 1949—1964 |
| 5  | Колин Белл     | 501   | 153  | 1966—1979 |
| 6  | Эрик Брук      | 493   | 177  | 1928—1939 |
| 7  | Томми Бут      | 491   | 37   | 1919—1930 |
| 8  | Майк Саммерби  | 452   | 68   | 1965—1975 |
| 9  | Пол Пауэр      | 444   | 36   | 1975—1986 |
| 10 | Давид Сильва   | 436   | 77   | 2010—2020 |

## Личные достижения футболистов «Манчестер Сити»

### Обладатели «Золотого мяча»
Следующие футболисты получили «Золотой мяч», выступая за «Манчестер Сити»:
- Родри — 2024

### Чемпионы мира
Следующие футболисты становились чемпионами мира, являясь игроками «Манчестер Сити»:

- Бенжамен Менди — 2018[314]
- Хулиан Альварес — 2022

### Обладатели Кубка конфедераций
Следующие футболисты становились обладателями Кубка конфедераций, являясь игроками «Манчестер Сити»:

- Робиньо — 2009
- Элано — 2009
- Лерой Зане — 2017

### Чемпионы Европы
Следующие футболисты становились чемпионами Европы, являясь игроками «Манчестер Сити»:

| - Давид Сильва — 2012 | - Родри — 2024 |

### Обладатели Кубка Америки
Следующие футболисты становились обладателями Кубка Америки, являясь игроками «Манчестер Сити»:

| - Элано — 2007 - Габриэл Жезус — 2019 - Фернандиньо — 2019 | - Эдерсон — 2019 - Серхио Агуэро — 2021 - Хулиан Альварес — 2024 |

### Победители Лиги наций УЕФА
Следующие футболисты становились победителями Лиги наций УЕФА, являясь игроками «Манчестер Сити»:

- Бернарду Силва — 2019, 2025
- Эмерик Ляпорт — 2023
- Родри — 2023
- Рубен Диаш — 2025

### 100 легенд Футбольной лиги
Следующие футболисты «Манчестер Сити» были включены в список 100 легенд Футбольной лиги:

| - Фрэнк Свифт - Колин Белл - Тревор Фрэнсис - Денис Лоу | - Петер Шмейхель - Билли Мередит - Питер Дохерти - Берт Траутманн |

### Члены Зала славы английского футбола
Следующие футболисты «Манчестер Сити» были включены в Зал славы английского футбола:

| - Фрэнк Свифт - Колин Белл - Тревор Фрэнсис - Майк Саммерби | - Питер Бирдсли - Стюарт Пирс - Дэвид Симен - Фрэнк Лэмпард | - Денис Лоу - Петер Шмейхель - Билли Мередит - Питер Дохерти | - Берт Траутманн - Патрик Виейра |

### Зал славы «Манчестер Сити»
| - Джо Корриган (1967—1983) - Тони Бук (1966—1974) - Фрэнсис Ли (1967—1974) - Фрэнк Свифт (1933—1949) - Билли Мередит (1894—1905, 1921—1924) - Питер Дохерти (1936—1945) - Рой Пол (1950—1957) - Берт Траутманн (1949—1964) - Томми Джонсон (1919—1930) - Эрик Брук (1928—1939) - Пол Лейк (1986—1996) - Колин Белл (1966—1979) - Нил Куинн (1990—1996) | - Майк Саммерби (1965—1975) - Алан Оукс (1958—1976) - Сэм Кауан (1924—1935) - Майк Дойл (1964—1978) - Эрни Тоузленд (1928—1938) - Фред Тилсон (1928—1939) - Нил Янг (1961—1972) - Уве Рёслер (1994—1998) - Рой Кларк (1947—1958) - Джонни Харт (1947—1960) - Алекс Уильямс (1980—1986) - Кен Барнс (1950—1961) |